# Istoria Bucureștiului
Istoria Bucureștiului acoperă evenimentele importante petrecute în capitala României, din cele mai vechi timpuri până în epoca contemporană.

## Preistorie și istorie veche
Rezultatele cercetărilor arheologice atestă că teritoriul pe care se află Bucureștiul a fost locuit neîntrerupt încă din epoca paleolitică (așchii tăioase din cremene, un „nucleu” de silex descoperite pe malul Lacului Fundeni, carierele de nisip din Pantelimon, dealurile de la Mihai-Vodă și Radu-Vodă ). Au fost scoase la iveală numeroase așezări neolitice; din perioada culturii Dudești s-au descoperit urme la Dudești, pe malul Lacului Cernica, pe malul Lacului Fundeni etc. Din perioada culturii Boian s-au găsit urme la Glina, Dudești, Cățelu, Bucureștii-Noi, Giulești, Dealul Spirei, Pantelimon. La Cernica s-a găsit  una din cele mai mari necropole din Europa din perioada Boian. În morminte s-au descoperit și „perle” din minereu de cupru, cele mai vechi din țară și printre cele mai vechi din Europa.
Din perioada culturii Gumelnița s-au găsit așezări la Glina, Jilava, Măgurele ș.a. La Chitila s-a descoperit o brățără de aramă, cu capete în formă de șarpe. Acest tip de brățară stă la originea altor brățări cu capete de șarpe realizate însă mai târziu. Se confirmă astfel părerile istoricilor Vasile Pârvan și Nicolae Iorga că arta traco-dacilor are origini în milenii anterioare .
S-au descoperit urme din cultura Tei (a doua etapă a bronzului): securi de bronz, cuțite, ace, vârfuri de săgeți etc., din epoca fierului, în special din partea a doua a epocii, care coincide și cu începutul culturii geto-dacilor. La Bălăceanca s-au descoperit două așezări cu zece bordeie și șase locuințe de suprafață. Urme ale unei locuiri îndelungate s-au găsit sub mănăstirea Mihai-Vodă. S-au descoperit: cuptoare de ars oale, cești dacice, o monedă din timpul împăratului roman Galienus, cosoare, râșnițe rotative etc.
Descoperirile din secolul al IV-lea confirmă coexistența în zona Capitalei a unor populații dacice cu goții și sarmații de ramură alanică și faptul că existau relații cu romanii. Din secolele VI-VII s-au descoperit pe malurile Colentinei și Dâmboviței semibordeie cu o cameră, cu cuptor de gătit și unelete casnice, ceramică. În secolele X-XIV urme de așezări s-au găsit pe malurile tuturor apelor din zonă, bordeie cu cuptoare de gătit și încălzit, ceramică fină, monezi, urme ale culturii Dridu
La Pipera, în Bucureștii Noi, în Piața de Flori, la Crângași și la Giuleștii-Sârbi au fost descoperite așezări ale populației vechi românești din secolele X-XI, iar în pădurea Pantelimon, pe malul Lacului Tei, așezări din secolele XII-XIV.
Începând cu secolul al XV-lea, mărturiile arheologice se completează cu izvoare scrise.

## Întemeierea orașului

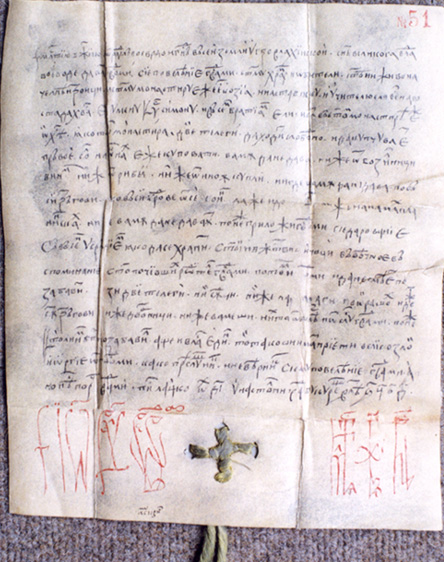
Hrisovul lui Radu cel Frumos dat în Cetatea de Scaun a Bucureștilor, 14 octombrie 1465

Tradiția spune că întemeierea orașului s-a realizat în vremea lui Bucur, pe care unii îl cred cioban, alții pescar, boier, haiduc. Prima consemnare în scris a acestei tradiții este cea din 1761, a călugărului franciscan Blasius Kleiner.
O altă tradiție, din secolul al XVI-lea, vorbește despre Negru Vodă ca întemeietor al Bucureștiului. Primul care scrie despre acest lucru este raguzanul Luccari, după o călătorie prin Țara Românească în timpul lui Mihai Viteazul. 
Printr-un document al domnitorului Mircea cel Bătrân din 1410 Bucureștiul este numit „Cetatea noastră”.
Prima atestare documentară certă a Bucureștiului datează din 1459, când prin hrisovul din 20 septembrie, domnitorul Vlad Țepeș scutește de dări și întărește dreptul de proprietate al unor locuitori. Documentul, foarte deteriorat, a fost descoperit în jurul anului 1900. Vlad Țepeș petrece patru din cei șase ani de domnie „în cetatea București”, preferându-l reședinței Târgoviște.
În timpul domniei lui Radu cel Frumos, fratele lui Vlad Țepeș, 18 din cele 25 de documente care au înscris pe ele locul de unde au fost emise sunt din Cetatea de Scaun București.
Mircea Ciobanu în timpul domniei sale ridică un palat domnesc numit mai tîrziu Curtea Veche; în 1558-1559 în curtea domnească se construiește o biserică, cea mai veche construcție păstrată în forma sa originală, iar în 1562 se ridică și biserica Sf. Gheorghe cunoscută ca Sf. Gheorghe-Vechi sau „cel românesc” după ce Constantin Brâncoveanu construiește în 1707 Sf. Gheorghe-Nou sau „cel grecesc”.
Orașul se dezvoltă continuu, iar din secolul al XVII-lea se întinde și pe malul drept al Dâmboviței; în partea de vest se întinde până în zona Cișmigiu, iar în est până la intersecția Căii Moșilor cu Hristo Botev de astăzi. În 1563 este menționat „pazarul” (de la turcescul bazar), piața Bucureștiului situată în apropierea Curții domnești. Zece ani mai tîrziu, în 1573, Alexandru al II-lea Mircea înființează la mănăstirea Plumbuita prima tipografie cunoscută din București.

În septembrie 1593 Mihai Viteazul devine domn al Țării Românești, iar în 1594 începe lupta antiotomană. La 15 august 1595 capitala este ocupată de turci; Sinan Pașa întărește orașul săpînd un șanț lat de circa 6 metri și tot atât de adânc și întărituri la marginea șanțului din două rânduri de trunchiuri de copaci îngropați care aveau spațiul dintre ei umplut cu pământ. Bisericile au devenit moschei. La retragerea turcilor din București, în octombrie 1595, Sinan Pașa a prădat și a incendiat orașul.

## Perioada prefanariotă

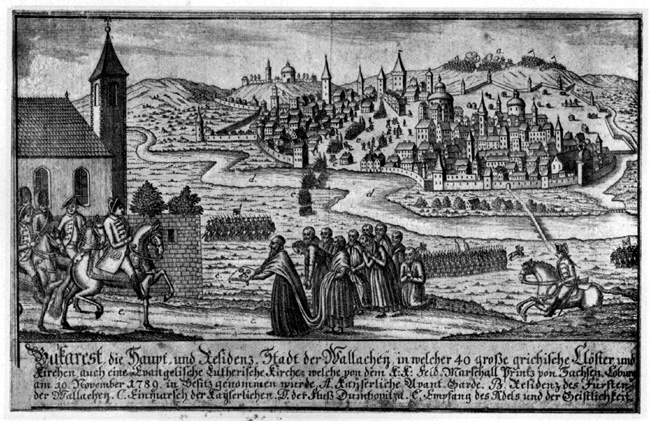
București, 1789

Noul domnitor, Radu Șerban, preferă Târgoviște ca cetate de scaun, dar nu neglijează Bucureștiul și construiește în 1631 podul Șerban-Vodă, amenajează heleșteul Șerban-Vodă (astăzi parcul Carol). Radu Mihnea ridică mănăstirea Radu-Vodă care deținea câteva mahalale și în jurul căreia se grupează câteva prăvălii. Locuitorii mahalalelor sunt scutiți de dări cu condiția ca aceștia să lucreze numai pentru mănăstire. În timpul domniei lui Matei Basarab, Bucureștiul se bucură de prosperitate; se reface Curtea domnească cu mult bun gust, se ridică mănăstirea Târnov în locul unei biserici din lemn, se ridică Biserica Catolică din București. Începând cu 1640, domnitorul mută capitala înapoi la Târgoviște.

Pentru București urmează o perioadă neagră: orașul este devastat în urma răscoalei seimenilor din 1655 și a incendiului din 1658. Un an mai târziu este prădat de tătari, iar în 1660 în urma unei secete care a durat doi ani, o foamete cumplită se abate asupra țării.
Bucureștiul devine capitala Țării Românești în 1659 în timpul domniei lui Gheorghe Ghica și începe o perioadă de refacere și de dezvoltare. Apar marile hanuri, se ridică biserici, atelierele meșteșugarilor se grupează pe ulițe separate: Șelari, Covaci, Gabroveni, Lipscani, Băcani etc. În 1679 este menționată funcționarea unei fabrici de postav. În același an, domnitorul Șerban Cantacuzino  întemeiază prima școală românească, Școala domnească de la mănăstirea Sf. Sava din București și începe ridicarea mănăstirii Cotroceni în vestul capitalei.

În timpul domniei lui Constantin Brâncoveanu în 1689, austriecii intră în București și, vorbind despre această perioadă, cronicarul Radu Popescu spune „însă răutăți ce s-au făcut într-o lună, ce au șezut, limbă nu poate să spuie: bătăi, cazne, legături; egumenii și unii boiari legați cu ștreanguri de gât, pentru făină și orz, și carne și altele ca acestea nenumărate”. În 1692 voievodul poruncește construirea unui drum,  Podul Mogoșoaiei (Calea Victoriei de astăzi), care să lege curtea cu moșia de la Mogoșoaia. Spătarul Mihai Cantacuzino, fratele domnului Șerban Cantacuzino, a fondat Spitalul Colțea în 1695, a început construirea bisericii Colțea, iar în 1699, în nord-estul orașului ridică Biserica Fundenii Doamnei.

## Perioada fanariotă

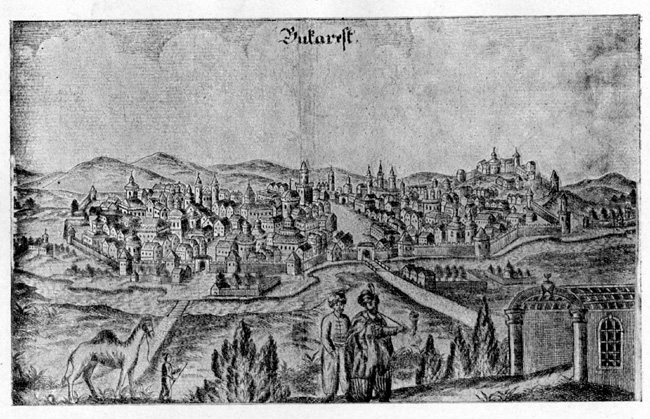
București la începutul secolului al XVIII-lea

În veacul fanariot, în întreg secolul al XVIII-lea, viața Capitalei se află sub o puternică influența orientală: costumele boierilor și ale dregătorilor, protocolul, mâncărurile, băuturile, termenii turcești sau turco-grecești (caldarîm, palat, papuci, ciorbă, musaca, peruzea, pafta, filigran, cataif, șerbet). În 1716 sunt fixate pentru prima dată coordonatele Bucureștiului – 44°25' latitudine nordică și 26° 6' longitudine estică – de către Hrisant Nottara, viitorul patriarh al Ierusalimului.

Din inițiativa domnitorului Nicolae Mavrocordat începe ridicarea mănăstirii Văcărești, ansamblu arhitectonic în stil brâncovenesc, descrisă drept cel mai mare complex arhitectonic mânăstiresc din secolul al XVIII-lea din sud-estul Europei (dărâmată în ultimii ani ai dictaturii comuniste). Se construiesc alte mari biserici și așezăminte ale Bucureștiului: Biserica Crețulescu, Biserica Stavropoleos, așezămîntul „Domnița Bălașa” care cuprindea o biserică, o școală și un azil. „Ulița cea Mare” devine  Lipscani. În 1742 se ridică biserica Bucur în spatele mănăstirii Radu Vodă; mai târziu s-a considerat că ar fi fost ridicată chiar de ciobanul Bucur în secolul al XIV-lea, dar în realitate era un paraclis al mănăstirii Radu Vodă, astăzi declarat monument istoric.

### Războaiele ruso-turce
Articol principal Războaiele ruso-turce
În timpul războiului ruso-turc din 1768-1774, Bucureștiul este ocupat de trupele imperiului rus de două ori. Prima perioadă de ocupație și administrație militară rusă începe în 1769 când domnitorul Mihai Ghica este îndepărtat și durează până în primăvara anului 1770. La Arhiva Centrală de Stat miliatro-istorică din Moscova s-a descoperit un plan al Bucureștiului desenat de ofițerii ruși în anul 1770. Conform planului, limita Bucureștiului era dată de actualele străzi Mihai Bravu, Ștefan cel Mare, Plevnei, Elefterie, Dealul Spirei, Filaret, Dealul Piscului, Dudești.
A doua ocupație a rușilor are loc în noiembrie 1770 și se întinde pe o perioadă de cinci ani.

### Sfârșitul secolului 18

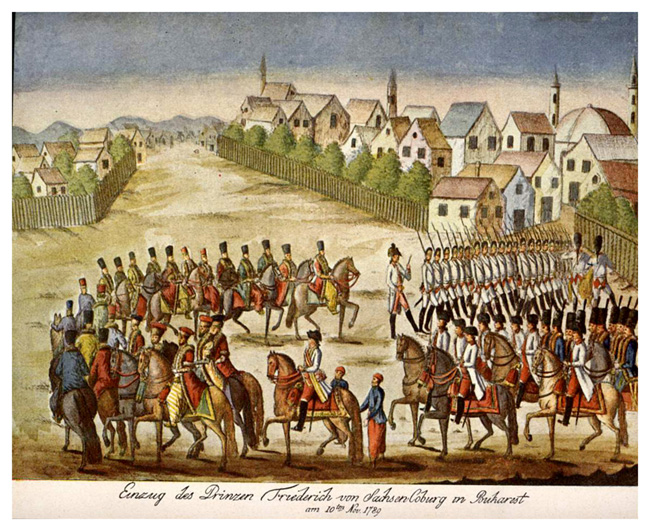
Trupe austriece conduse de feldmareșalul Frederic Josias de Saxa Coburg intră în București, 1789

În timpul domnitorului Alexandru Ipsilanti apar cișmelele publice, se inițiază măsuri și reforme în domeniul fiscal, judecătoresc și social, se ridică mănăstirea Chiajna în vestul orașului, se încearcă o sistematizare a Dâmboviței pentru evitarea inundațiilor, se înființează „Epitropia obștilor”, organ administrativ care se ocupă cu probleme edilitare, se organizează un orfelinat numit orfanotrofion. În martie 1775 începe construirea în Dealul Spiriei a unei noi curți domnești, Curtea Nouă. În 1776 domnitorul hotărăște granițele Bucureștiului, dând dispoziție să se pună la marginea orașului hotare și cruci dincolo de care „a se întinde nimeni cu facere de case” și stabilește numărul mahalalelor la 67. Pe Podul Șerban Vodă domnitorul construiește case de primire a pașalelor, emirilor, mumbașirilor sosiți în oraș cu diverse misiuni; casele se numesc beilic iar o vreme strada unde s-au construit aceste case se va numi Podul Beilicului.

În 1781 se publică în cartea Geschichte des Transalpinische Daciens, un document cartografic al orașului redactat în jurul anului 1780 de Franz Joseph Sulzer, profesor la curtea domnitorului Alexandru  Ipsilanti.
În 1782 se deschid în Capitală primele agenții diplomatice străine; prima este Rusia urmată în același an de Austria, în 1785 de Franța, în 1786 de Prusia și în 1801 de Anglia.
La 29 octombrie 1789 Bucureștiul este ocupat de trupe austriece (nemții cu coadă cum erau numiți din cauza perucilor). Perioada de administrație militară austriacă va dura până la 24 iulie 1791.

## Perioada modernă
Articole principale Revoluția de la 1821 și Regulamentul Organic

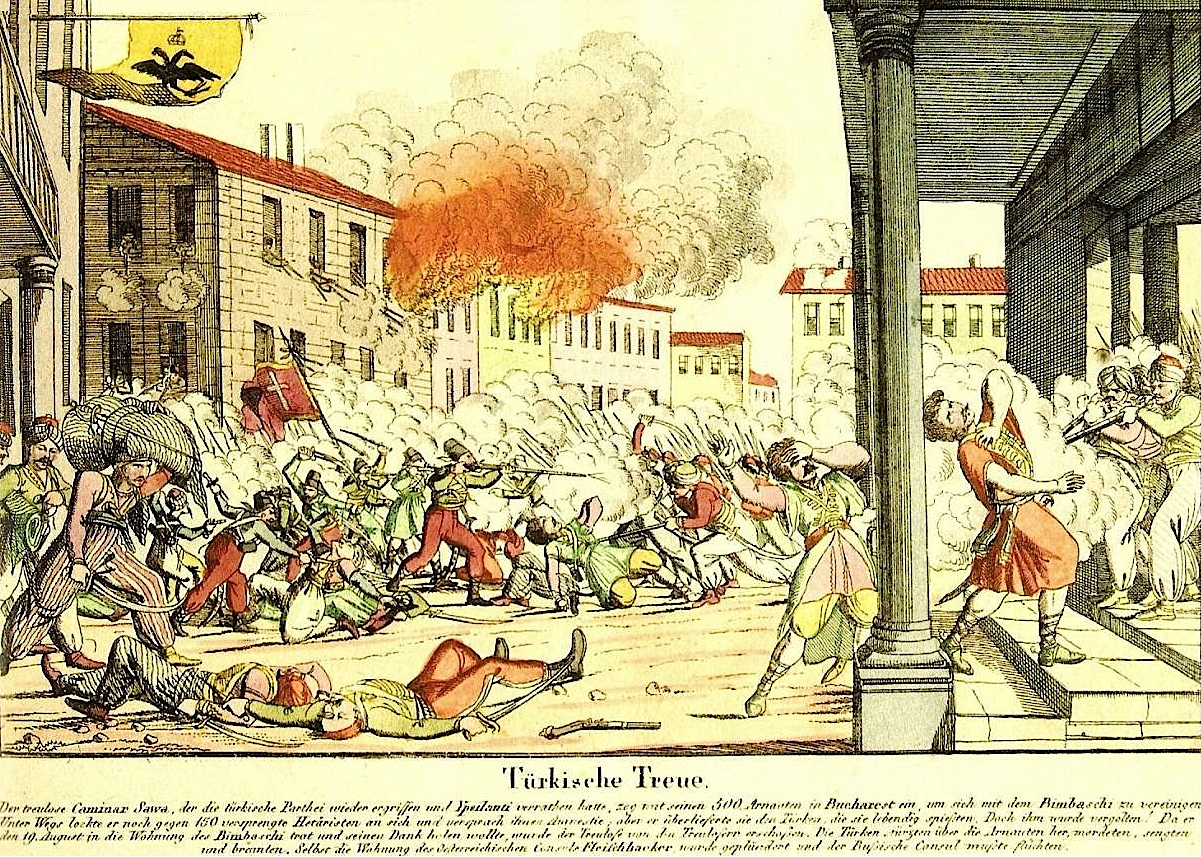
Bătălie pe străzile Bucureștilor, 1821.

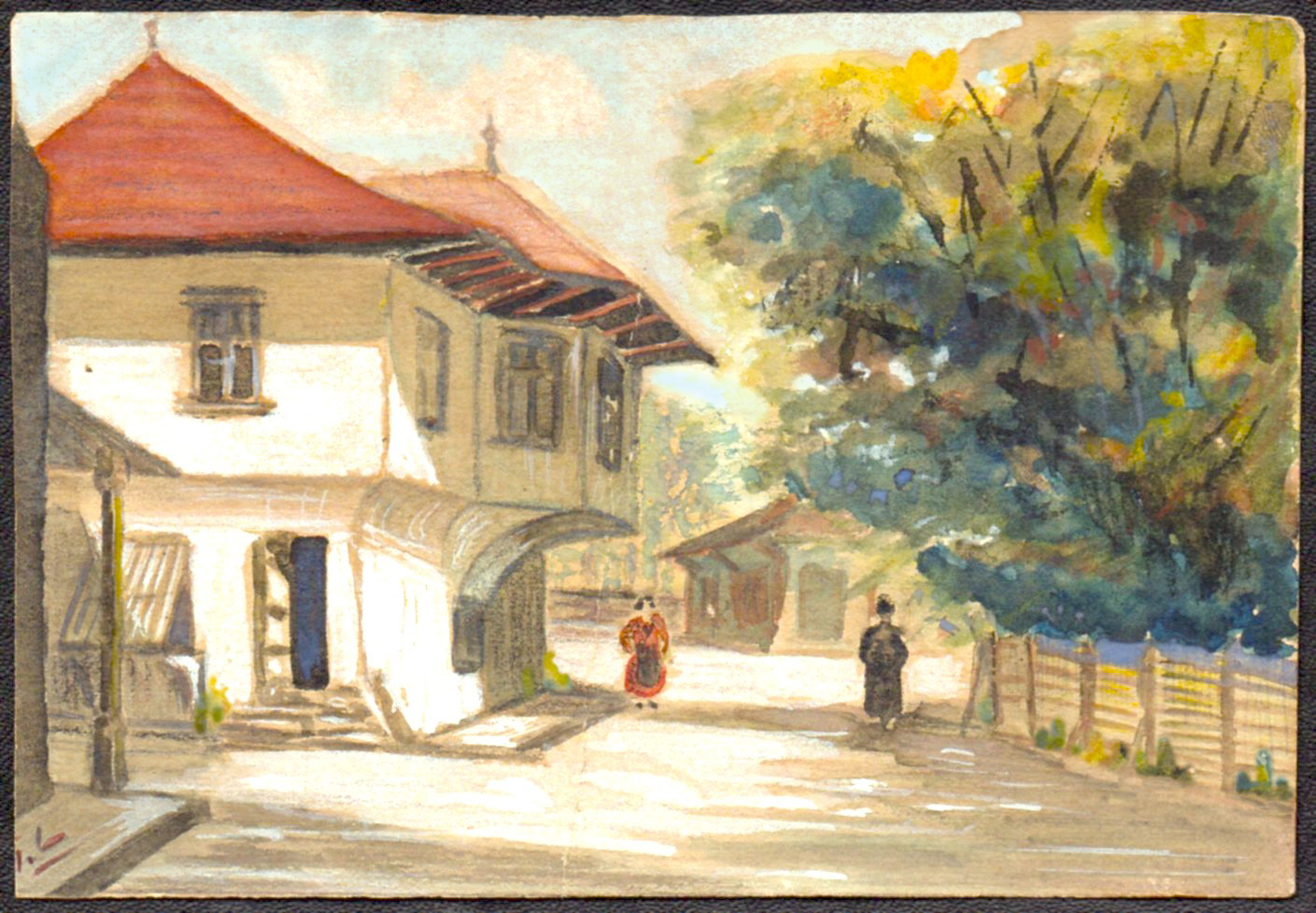
Strada Blănari în 1866, acuarelă de Dieudonné Lancelot.

După ce la începutul lunii martie Tudor Vladimirescu trimite către bucureșteni mai multe proclamații prin care le cerea să se solidarizeze cu mișcarea sa, la 21 martie 1821 intră în București sechestrând o parte din boieri în casa lui Dinicu Golescu, Belvedere, și domnind aproape ca un domn.

Pe 17 mai 1821, la două zile după ce Tudor Vladimirescu și armata sa, „Adunarea norodului”, părăsesc orașul, Capitala este ocupată de turcii veniți să potolească Revoluția. Începe o perioadă de ocupație turcească terminată în iunie 1822, perioadă în care în oraș se comit execuții, se ard case.
Grigore al IV-lea Ghica (1822-1828), primul domnitor pământean din Țara Românească după epoca fanariotă a inițiat o serie de lucrări edilitar-urbanistice: pavarea cu piatră a celor patru drumuri principale ale orașului (Podul Târgului de Afară, Podul Mogoșoaiei, Podul Calicilor și Podul Șerban Vodă), construirea de palate, biserici, cazărmi etc.
În 1824, în București sunt menționate în documente 1.515 prăvălii din care 255 erau „de frunte”, 489 „de mijloc” și 771 „de coadă”.

Domnitorul Ghica este înlăturat, iar la 16 mai 1828 trupe rusești conduse de generalul Roth intră în Capitală; potrivit Tratatului de la Adrianopol, Principatele Dunărene rămân drept gaj sub ocupație și administrație rusească până la achitarea despăgubirilor de război de către Imperiul Otoman. În timpul administrației rusești condusă de generalul Pavel Kiseleff intră în vigoare Regulamentul Organic. Având reședința la București, Kiseleff se implică în viața orașului: impune carantina în oraș pentru stoparea ciumei și a holerei, mărește numărul de medici, numește o „Comisie într-adins pentru înfrumusețarea și îndreptarea Poliției”, elaborează „Regulamentul de înfrumusețare a orașului”. În 1841 în timpul domniei lui Alexandru Dimitrie Ghica i se acordă cetățenia muntenească, iar în 1844, de ziua generalului, Șoseaua din București, a doua stradă  ca importanță după Podul Mogoșoaiei, a fost denumită Șoseaua Kiseleff, nume neschimbat de peste 160 de ani.
Primul recensământ al populației realizat după criterii științifice, în 1831, indică următoarele cifre:
| Zonă     | Mahalale | Case  | Locuitori | Fabrici |
| -------- | -------- | ----- | --------- | ------- |
| Roșie    | 12       | 1.116 | 11.188    | 4       |
| Albastră | 16       | 2.391 | 12.279    | 32      |
| Galbenă  | 21       | 2.018 | 10.190    | 4       |
| Verde    | 13       | 1.871 | 10.367    | 21      |
| Neagră   | 18       | 1.946 | 9.864     | 5       |

În 1834 s-a introdus nomenclatura oficială a străzilor Capitalei, străzile se lărgesc, sunt pavate și dotate cu canalizare. În această perioadă, au fost construite palatele Ghica, Suțu, Știrbei și au fost înființate: Eforia Spitalelor (1831), Arhivele Statului (1831), „Societatea Filarmonica” (1833), „Societatea literară” (1836), „Societatea d-agricultură a Rumâniei” sub conducerea lui Mihail Ghica (1836), Imprimeria statului (1839), se deschide la Colegiul Sf. Sava prima expoziție de artă din țară (1836), a apărut primul „Muzeu de istorie națională și antichități“ (1834), se organizează biblioteci publice (1836), s-au dat în folosință spitalele Brâncovenesc (1838), Filantropia (1839), prima maternitate din București numită „Spitalul de nașteri”’ (1839).
 Orașul este afectat de dezastre naturale și epidemii care aduc mari pagube. În 1829 apare primul ziar din Țara Românească, „Curierul românesc” sub directoratul lui I.H. Rădulescu. Apar ziarele: „România” (1836), „Universul” (1837), „Magazin Istoric pentru Dacia” (1845), „Bukarester Deutsche Zeitung” (1845); încep să se tipărească cărți pentru școli. 

Într-o carte apărută în 1839 „Coup D’oeil sur la Valachie et la Moldavie”, Raoul Perrin spune despre București că avea 1.500 de străzi pline cu câini și 130.000 de locuitori. 
Sunt înființate piețe noi: piața Suțu (1840), piața Amzei (1841), piața Sf. Vineri (1841), piața de pe maidanul Dudescului, piața de pe podul Caliței, piața de pe maidanul Dulapului (1845). Se amenajează grădina Cișmigiu și începe ridicarea Teatrului Național. Capitala este afectată de marele incendiu din 1847 în timpul căruia mor 15 oameni și aproape 2000 de clădiri sunt distruse.

În secolul al XIX-lea, influența orientală este echilibrată de manifestarea influenței occidentale: în îmbrăcăminte, limbă, instituții, mentalitate.

### Revoluția de la 1848
Articol principal Revoluția de la 1848

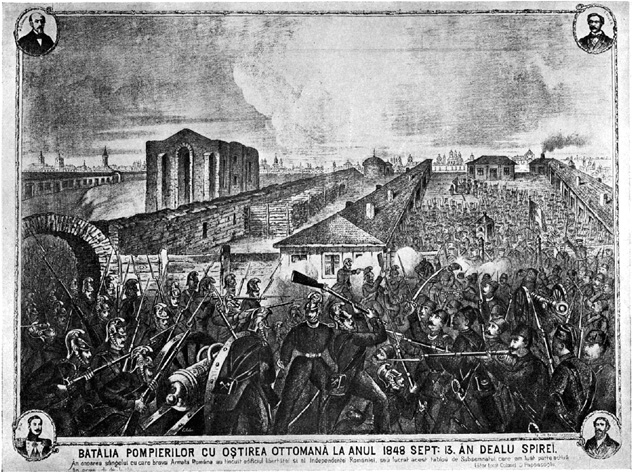
Bătălia Pompierilor, Dealul Spirei, 1848

Revoluția a reprezentat un moment de referință pentru istoria orașului. Aici își desfășura activitatea încă din 1843 societatea secretă „Frăția”, aveau loc întâlniri secrete ale revoluționarilor în casa lui C.A. Rosetti. Bucureștenii ieșiți pe străzi îl determină pe domnitorul Gheorghe Bibescu să abdice și să părăsească Capitala. La 15 iunie, pe Câmpia Filaretului (numită apoi Câmpia Libertății), circa 30.000 de oameni asistă la depunerea jurământului guvernului provizoriu, Bucureștiul devenind sediul Guvernului Revoluționar. La 13 septembrie pompierii și alte trupe se opun forțelor turcești în lupta din Dealul Spirii, dar  Revoluția este înfrântă, trupele turcești ocupă orașul. În octombrie își fac intrarea în București și circa 7000 de militari ruși. Începe o perioadă de dublă ocupație, rusească și turcească care va dura până în aprilie 1851.

### Perioada 1851-1859
În Capitală se înființează cimitire noi: Bellu, Sf. Vineri și Ghencea, se construiește Hipodromul de la Șosea (1851), se înființează Conservatorul de muzică (1851), se organizează prima galerie de pictură din București unde pictori români ca Theodor Aman, Gheorghe Tattarescu, P. Valstein și alții expun aproximativ 80 de lucrări.
În 1853 este înființată moara lui Assan, cea mai modernă moară din țară dotată cu o mașină cu aburi, valțuri și site; moara va fi demontată de turci și transportată la Istanbul în 1918, în timpul ocupării Capitalei.
Pentru București începe o perioadă a ocupațiilor străine: ocupație militară rusă din vara anului 1853 până în iulie 1854, ocupație turcească din iulie 1854 până în august 1854 și ocupație austriacă din 1854 până în 1856.
Medicul militar american James Oscar Noyes scrie într-o carte despre București după o vizită din 1854 „Niciodată n-am văzut luxul și lipsa, frumusețea și urâtul, mândria și sărăcia puse într-un așa de izbitor contrast. Aici se arată un gen schimonosit de civilizație, cum se întâmplă întotdeauna într-o societate în care libertatea și robia stau alături una de alta.”  Medicul militar german Wilhelm Derblich după ce critică și ironizează unele aspecte ale orașului menționează despre Grădina Cișmigiu „este locul vesel de adunare al tuturor plimbărilor […] și singurul loc unde se uită că te găsești în Muntenia, ci te crezi transportat aievea într-un elegant loc de distracție al unui stat civilizat.”

### Capitală a Principatelor Unite
Articol principal Principatele Unite
La 24 ianuarie 1859, în urma dublei alegeri ca domnitor a lui Alexandru Ioan Cuza se realizează de fapt unirea Principatelor.
Noul domnitor este întîmpinat cu entuziasm la 29 ianuarie 1859 de bucureșteni. La sfârșitulul anului 1859, Mihail Kogălniceanu susține ideea ca București să devină capitală a Principatelor motivând prin faptul că țările europene și Turcia considerau Bucureștiul drept capitală, aici erau reședințele consulatelor străine, începuse deja transportarea arhivelor cancelariilor de la Iași către București, spunând printre altele:
|  | Orașul Bucuresci este de seculi făcut pentru ca să fie Capitala României. Aproape de arterul principal al comerciului, al bogățiilor Principatelor Unite, Dunărea, pe drumul cel mare al Occidentului către Orient, cu o populațiune numeroasă, compactă și eminament românească, Bucurescii este apoi singurul oraș care are elementul cel mai puternic al unei țării, clasa sau starea de mijloc. Nicăierea, în nici un oraș al României nu există un centru de lumini mai mari, un popul cu aspirațiuni mai naționale și mai liberale, un spirit public mai neatârnat. Nicăieri opiniunea publică n-a putut a se dezvolta și domni mai mult decât în Bucuresci. | — Mihail Kogălniceanu |

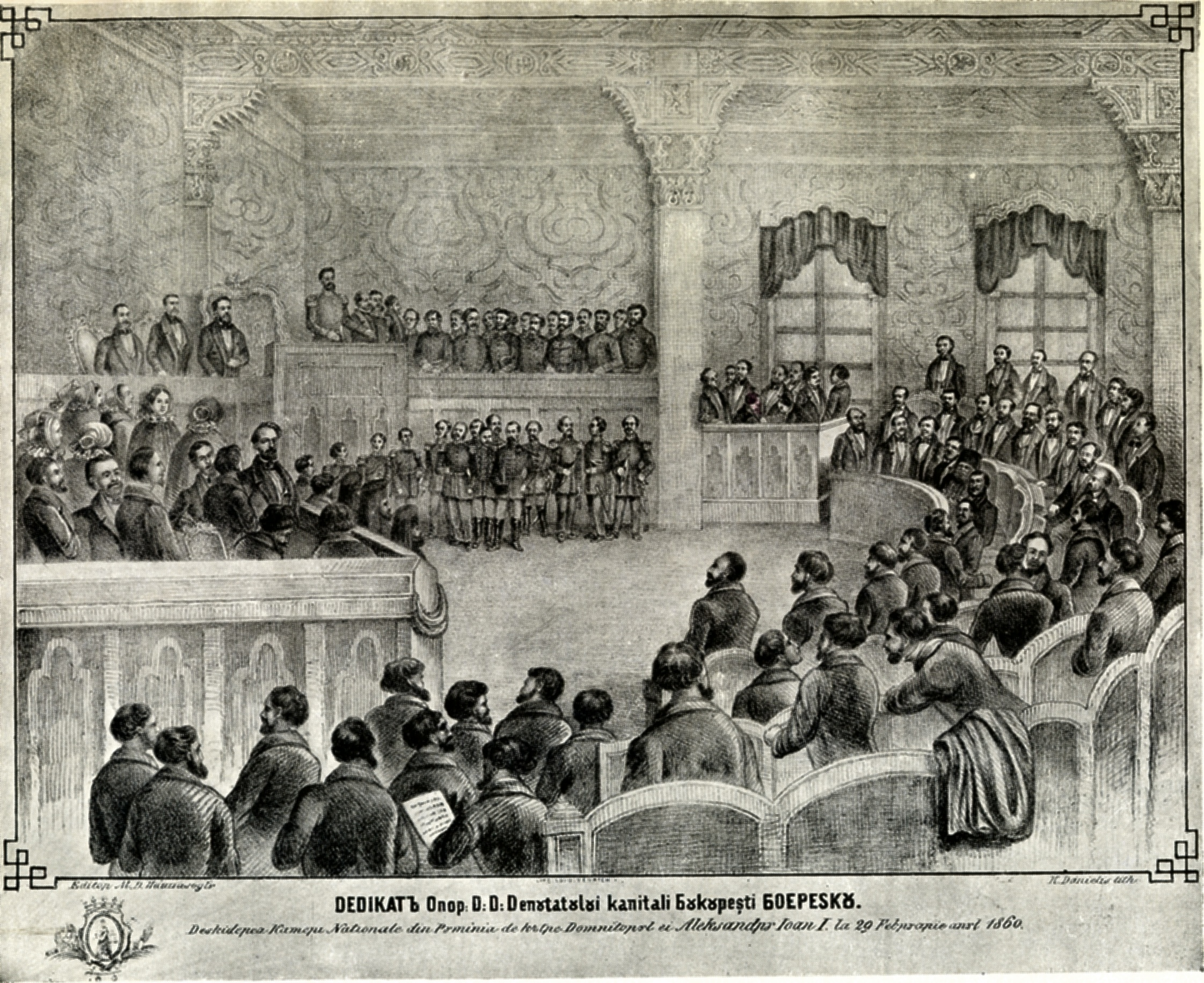
Deschiderea primului parlament al României, 1862

Notele călătorilor străini în Bucureștiul acestei perioade îl descriu drept un oraș al contrastelor, „arată când ca un sat, când ca o capitală.
La 24 ianuarie 1862 se deschide primul parlament al României iar București este proclamată capitala țării.
Noul statut de capitală a României a adus orașului București un ritm rapid de dezvoltare sub toate aspectele: străzile din oraș se pavează cu granit, piatră cioplită și piatră de râu, se construiesc trotuare pietonale pe străzile principale, se amenajează grădina botanică, se înființează gimnaziile Lazăr și Matei Basarab, Universitatea din București, Școala de Bele-Arte, se amenajează noi piețe și grădini publice, se construiește prima linie de cale ferată dintre București și Giurgiu, se pune piatra de temelie a Azilului Elena Doamna pentru fete orfane. 

Se înființează noi societăți: Societatea Română de Științe (1862), Societatea română de  arme, gimnastică și dare la semn (17 mai 1862) – prima asociație sportivă din România, Direcția Centrală a Poștelor (4 august 1862), Societatea pentru învățătura poporului român (1866), Societatea Literară Română (13 aprilie 1866) – care devine din august 1867, Societatea Academică Română, iar din martie 1879 Academia Română, Societatea de științe fizico-naturale (1868), Filarmonica Română (11 mai 1868) - astăzi Filarmonica „George Enescu“- care își susține concertul inaugural la 27 decembrie 1868, Societatea de geografie (27 iunie 1875), Societatea Națională de Cruce Roșie a României (16 iunie 1876) etc. 

Numărul de locuitori crește de la  65.000 în 1831 la 121.734 în 1860.
La începutul anului 1866, domnitorul Cuza este răsturnat de o coaliție formată din liberali și conservatori. Bucureștenii, în număr de 30.000 îl întâmpină pe prințul Carol de Hohenzollern la Băneasa, unde primarul Capitalei, Dumitru Brătianu, îi oferă cheile orașului.

## Capitală a Regatului României

### Belle Époque (1877–1916)

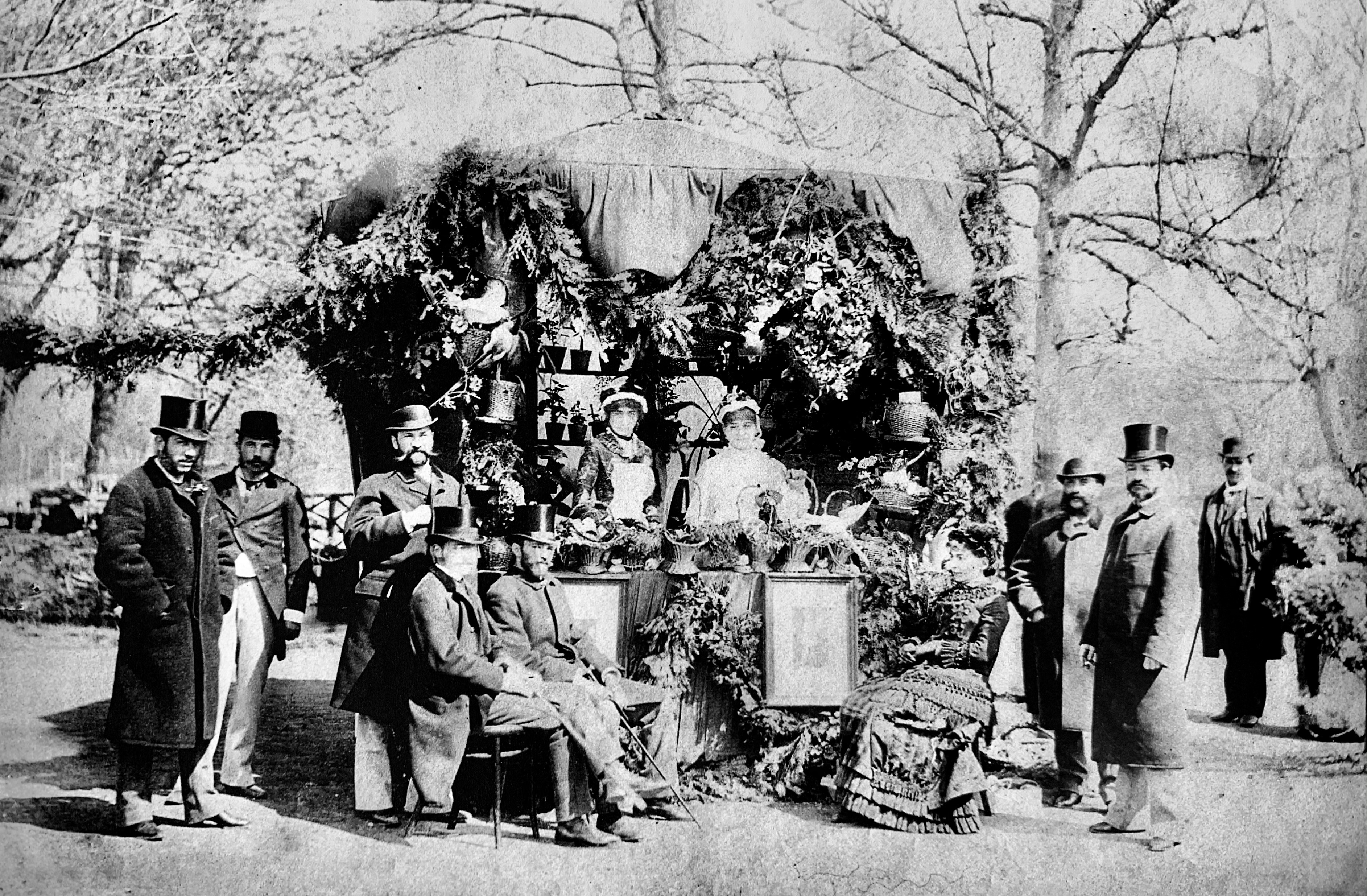
Chioșc în Parcul Cișmigiu. Între anii 1880 și 1900, societățile femeilor și nu numai aveau obiceiul de a ridica chioșcuri în Parcul Cișmigiu, unde erau organizate tombole și expoziții
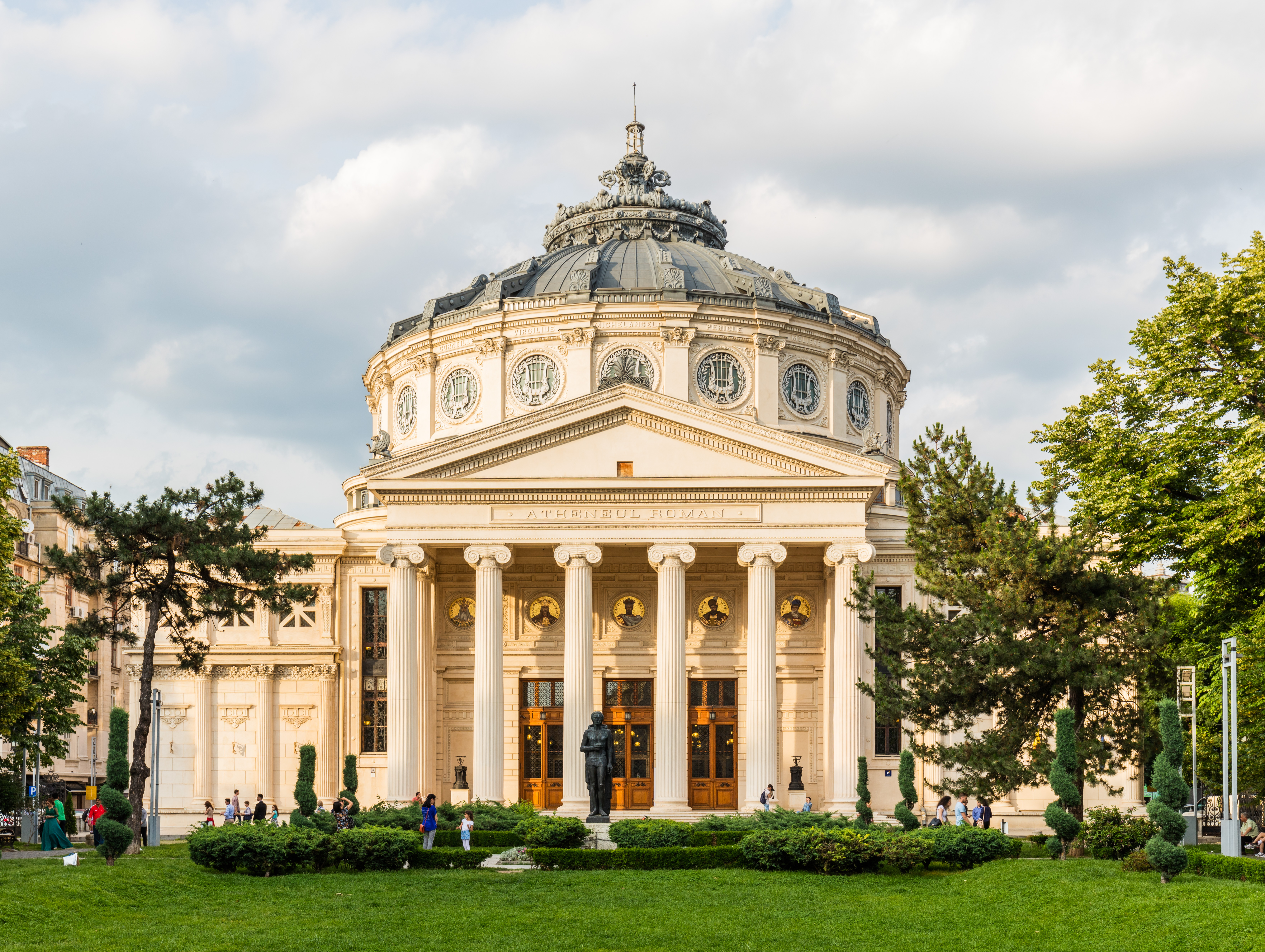
Ateneul Român pe Calea Victoriei de Paul Louis Albert Galeron (1886-1888)
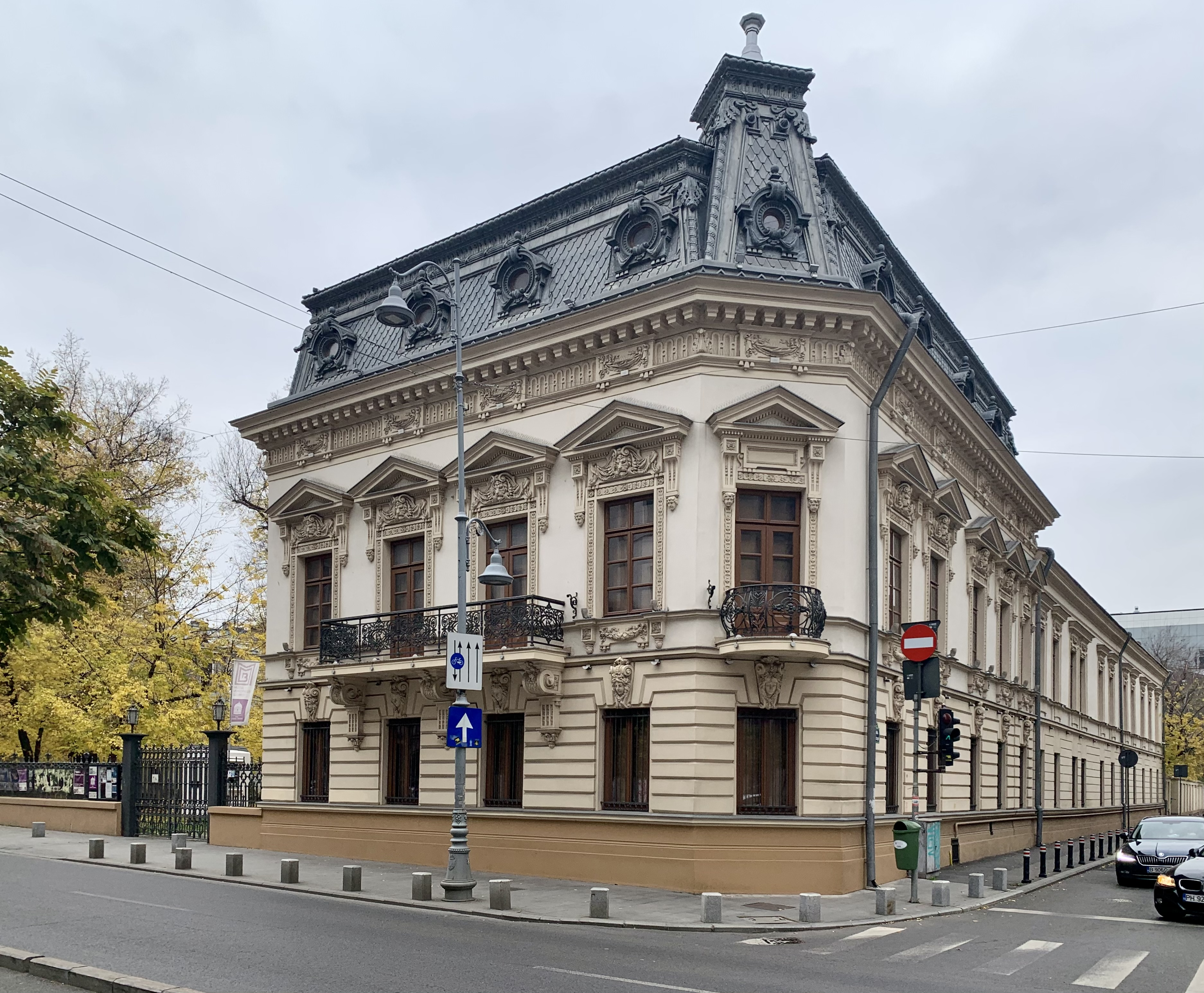
Casa Filipescu-Cesianu pe Calea Victoriei, acum Muzeul Vârstelor (secolul 19 târziu)
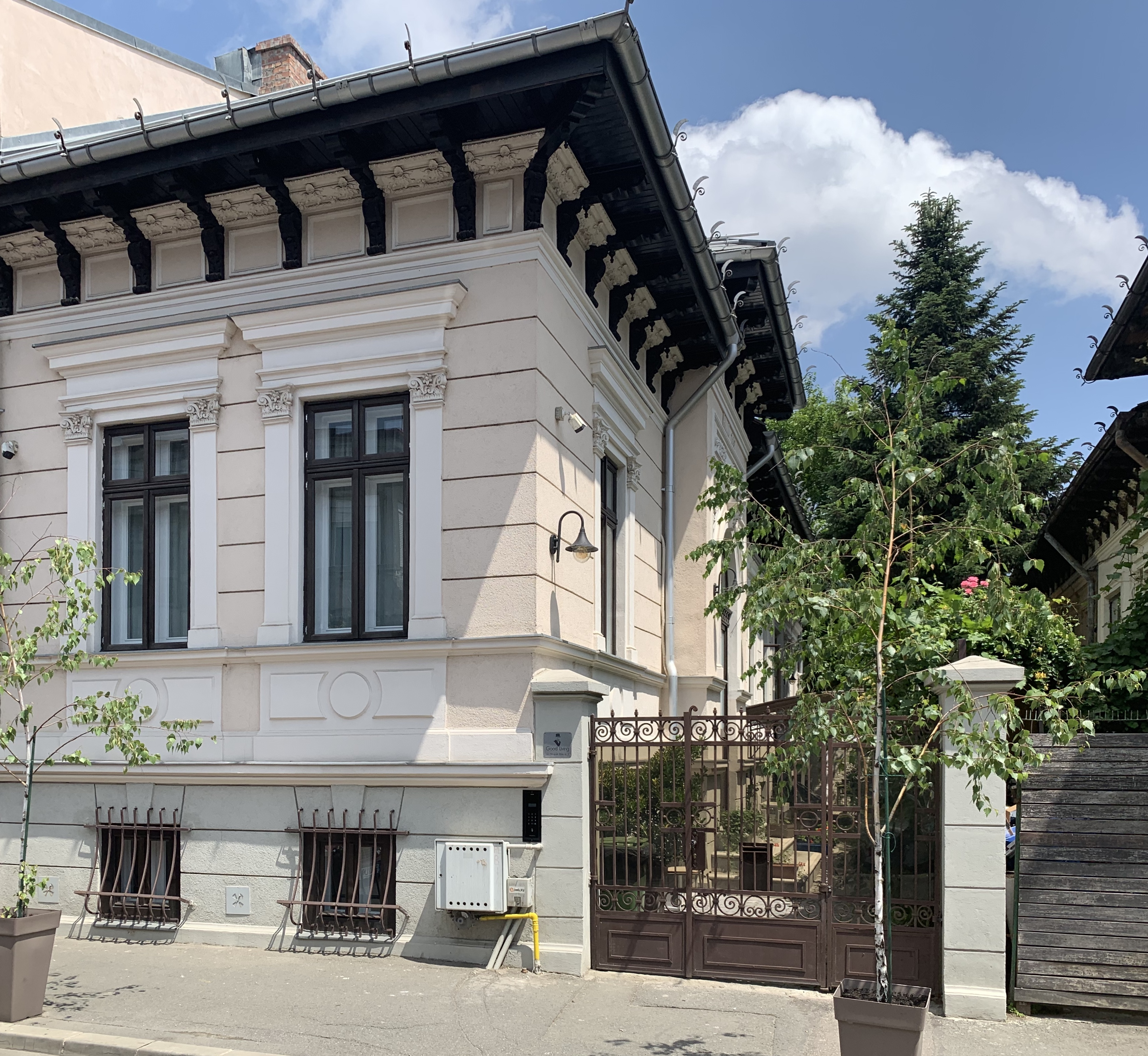
Casă de familie de clasă mijlocie cu grădină și două ferestre la stradă pe Strada Mitropolit Nifon (1897)
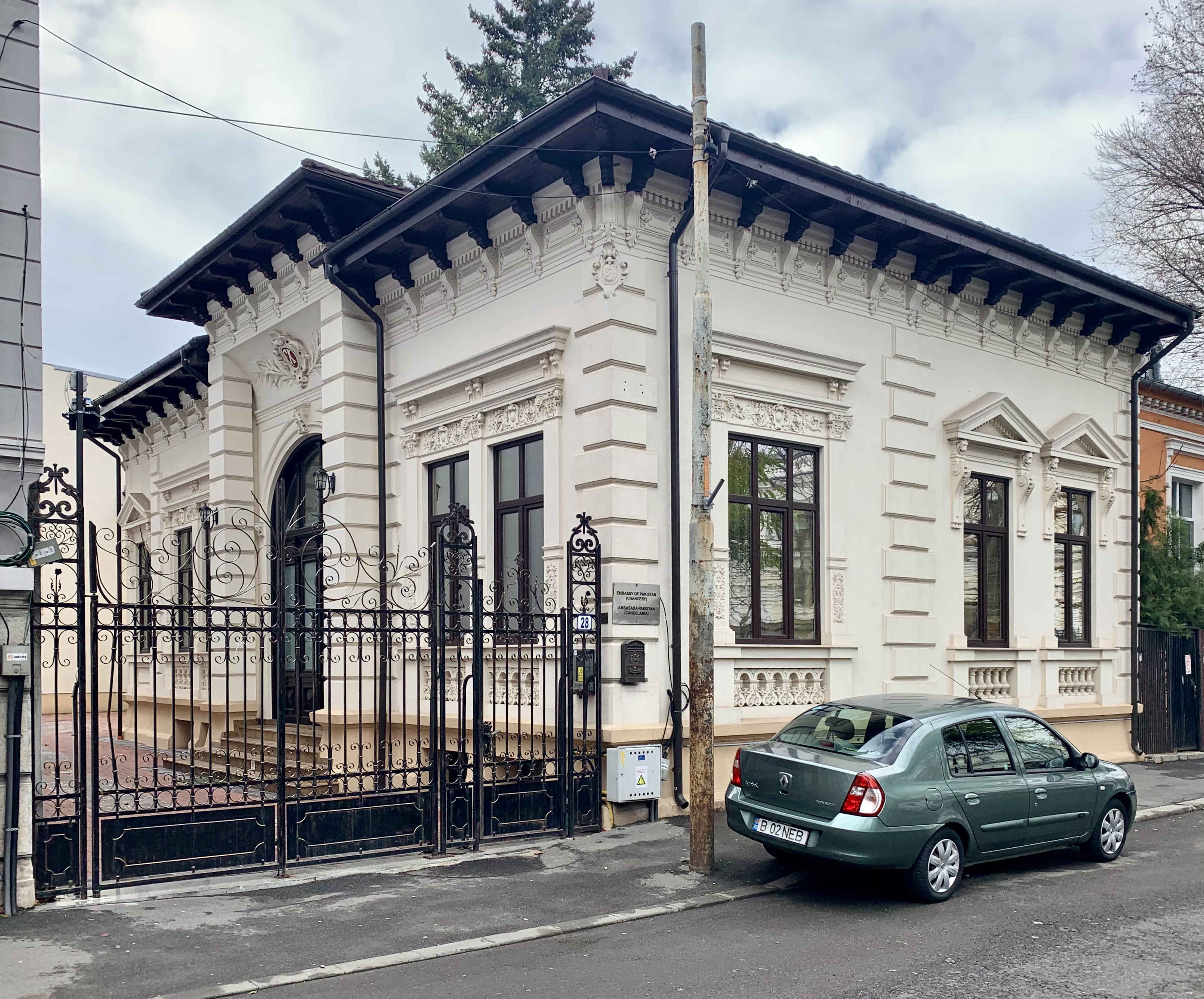
Casă burgheză cu grădină pe Strada General Constantin Budișteanu (1897)
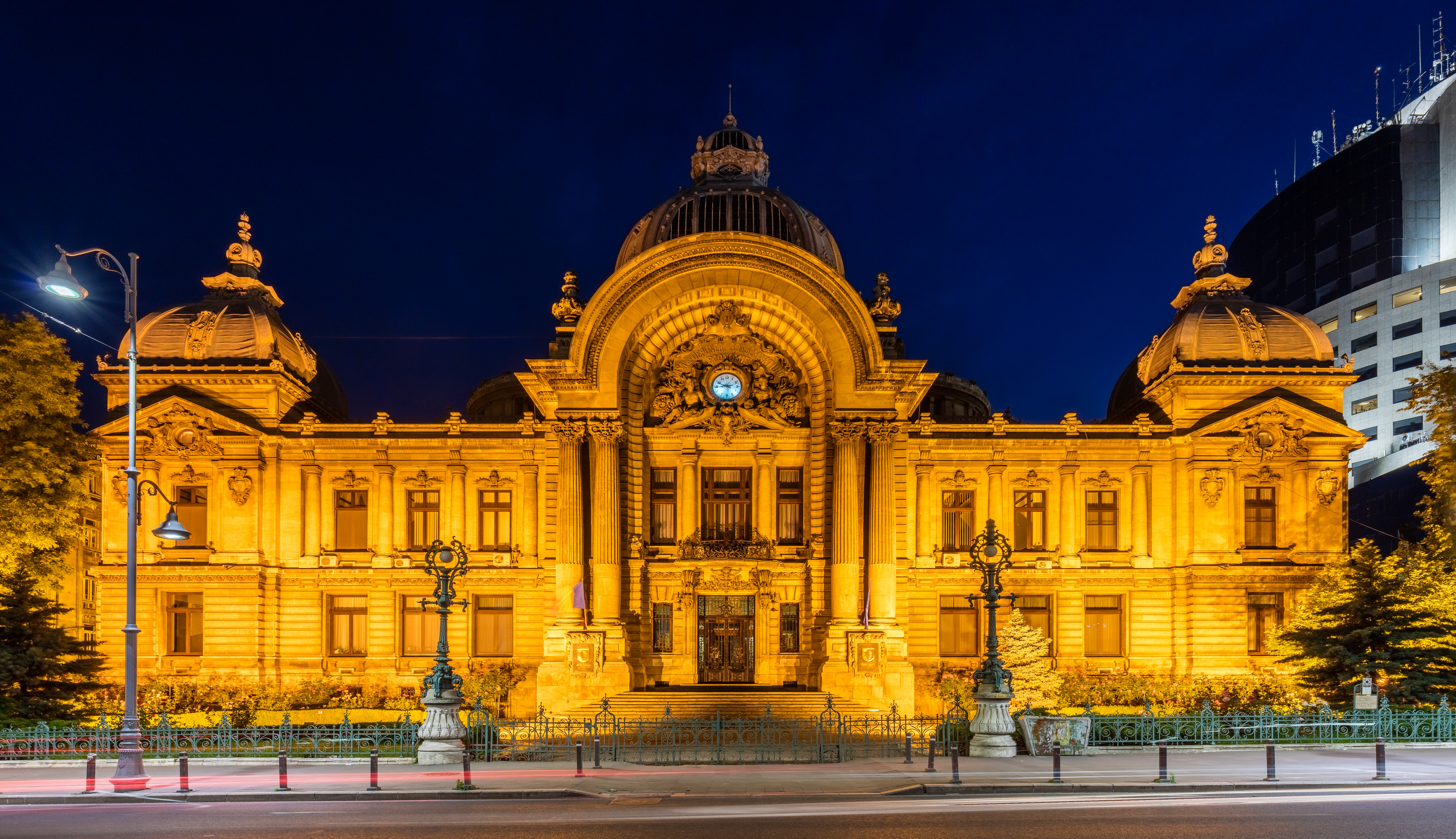
Palatul CEC pe Calea Victoriei de Paul Gottereau (1897-1900)
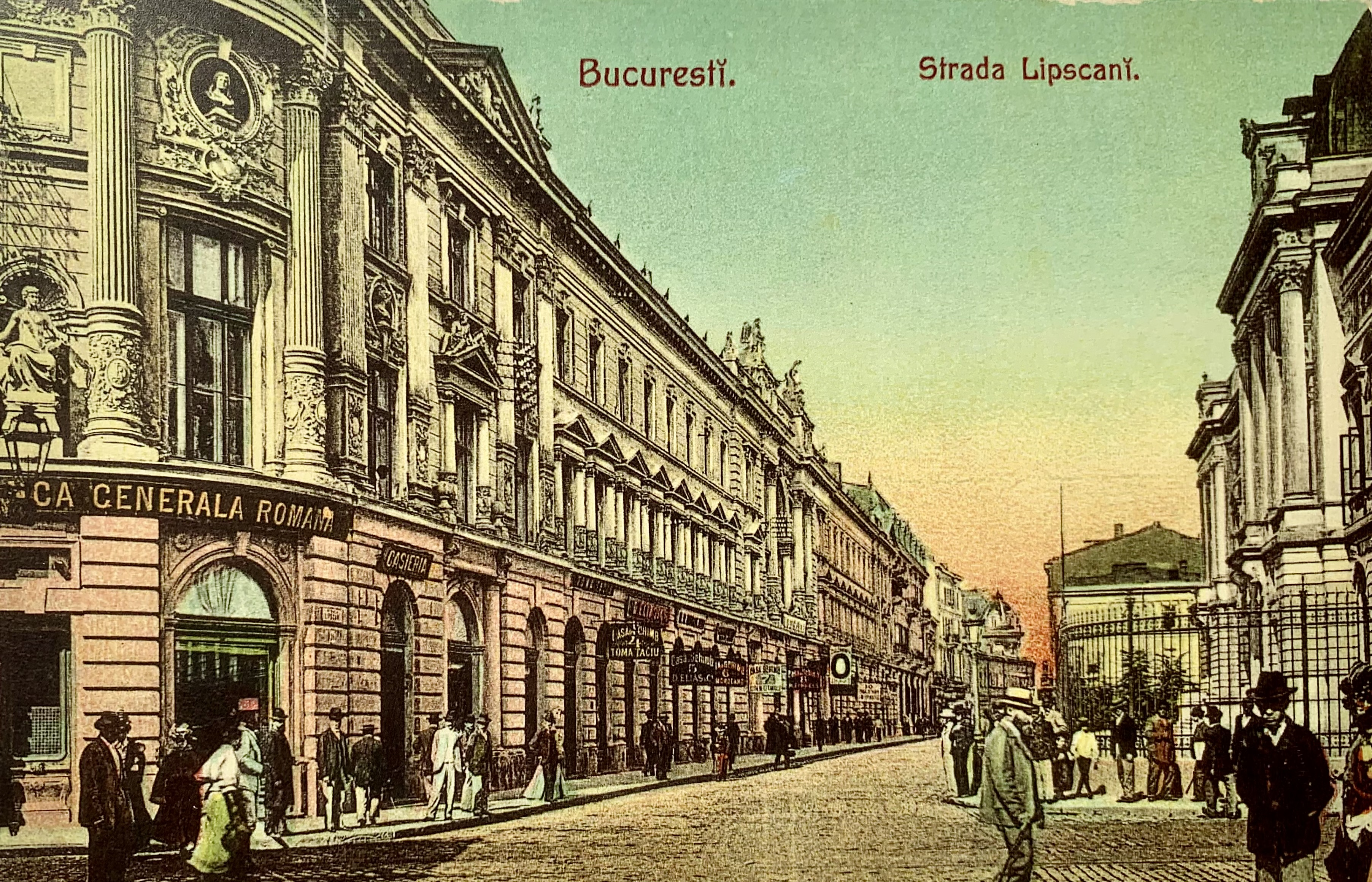
Carte poștală cu Strada Lipscani în aproximativ 1900, cu Banca Națională a României pe partea dreaptă
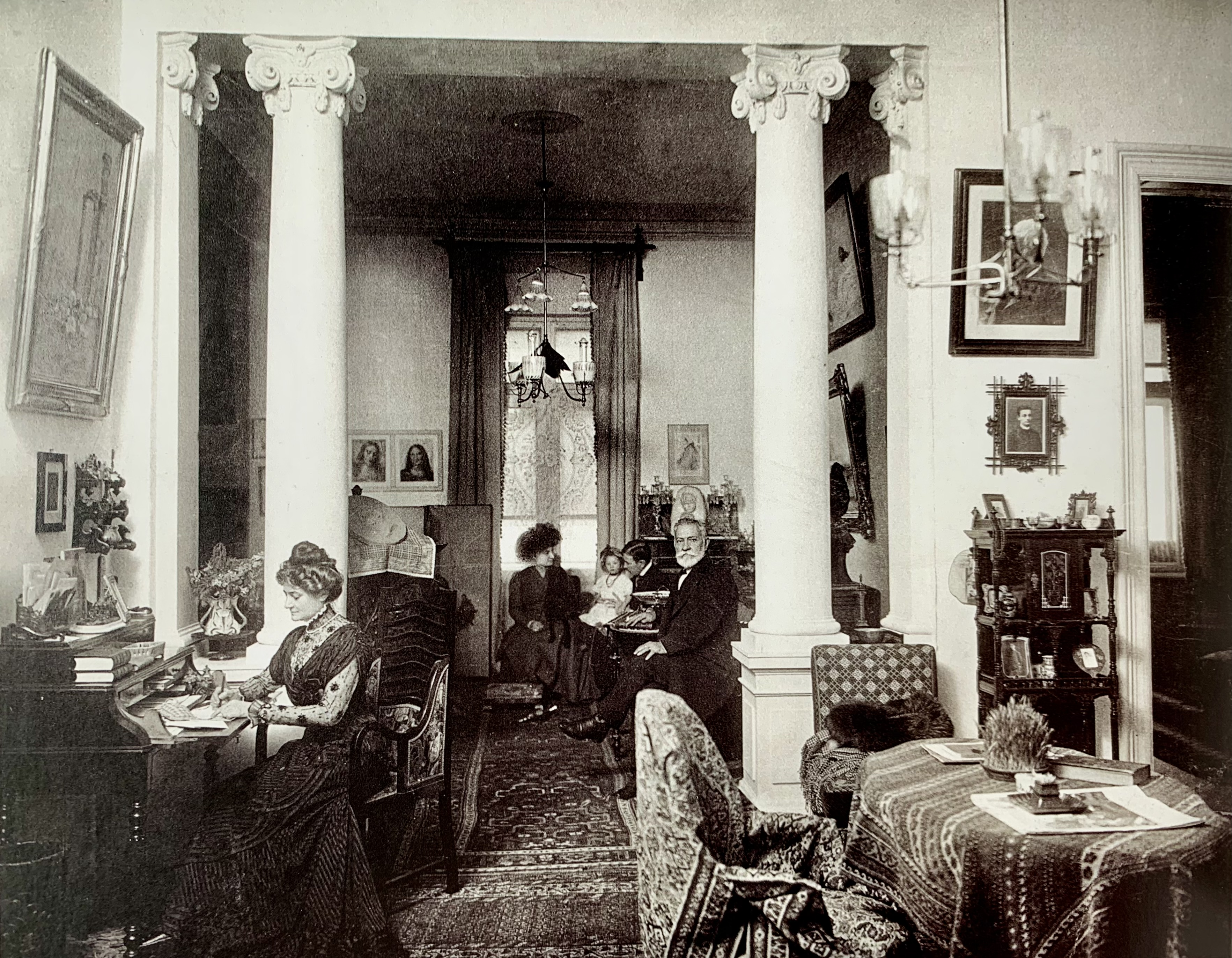
Interior de la începutul secolului 20 al casei pictorului Eugen Voinescu (1844-1909) din București

În timpul domniei monarhului Carol I în calitate de rege (1881–1914), Bucureștii au traversat o evoluție spectaculoasă, căpătând o înfățișare tot mai apropiată de cea a capitalelor din Europa apuseană, motiv pentru care orașul ajunge să fie supranumit „micul Paris”. De altfel, legătura cu orașul francez este mai profundă: el a servit ca model pentru cele mai multe lucrări publice efectuate în Bucureștii acestei perioade.
În afara unui număr mic de construcții ridicate anterior, stratul arhitectonic cel mai vechi al Bucureștiului actual datează din perioada Regatului Vechi – este vorba de numeroase clădiri aparținând unor români școliți în Occident sau unor arhitecți străini aduși la București (francezi, italieni ș.a.m.d.), în majoritate construite în stiluri apusene. O excepție semnificativă o constituie opera lui Ion Mincu, părintele arhitecturii autohtone; stilul său – ce îmbină elemente occidentale cu trăsături specific românești desprinse din arhitectura vernaculară sau din stilul brâncovenesc – stă la baza arhitecturii neoromânești.
Un moment semnificativ pentru Bucureștii Vechiului Regat a fost anul 1906. La aniversarea a patru decenii de domnie a suveranului României s-a inaugurat parcul Carol I. Tot atunci s-a desfășurat un concurs pentru stabilirea planului de sistematizare a capitalei. Proiectul câștigător, ce avea să fie executat până în 1962, a propus străpungerea de noi artere pe un model radio-inelar raportat la centrul orașului. Astfel, s-au proiectat străzi care să ducă din centru spre periferie în toate direcțiile și străzi care să conecteze cartierele aflate la distanțe aproximativ egale de centru. Această organizare avea să rezolve problema traficului în capitală.

## Perioada Interbelică

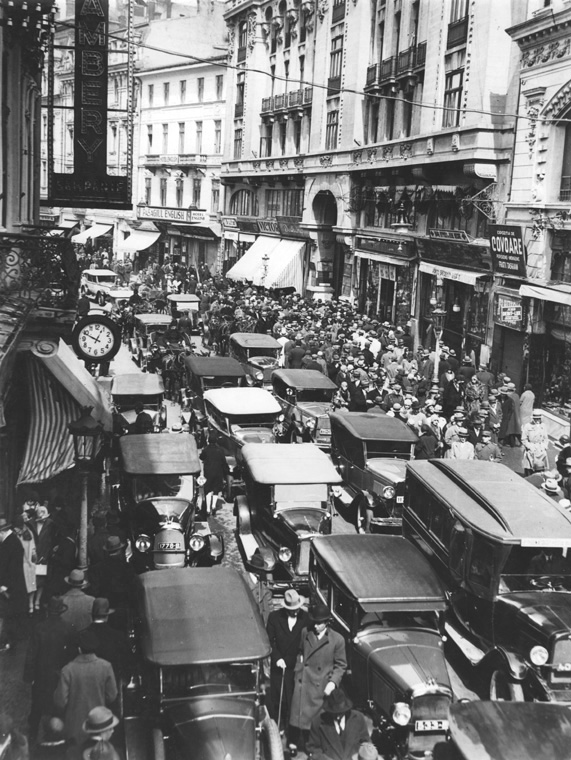
Calea Victoriei în 1923, într-o după-amiază de duminică
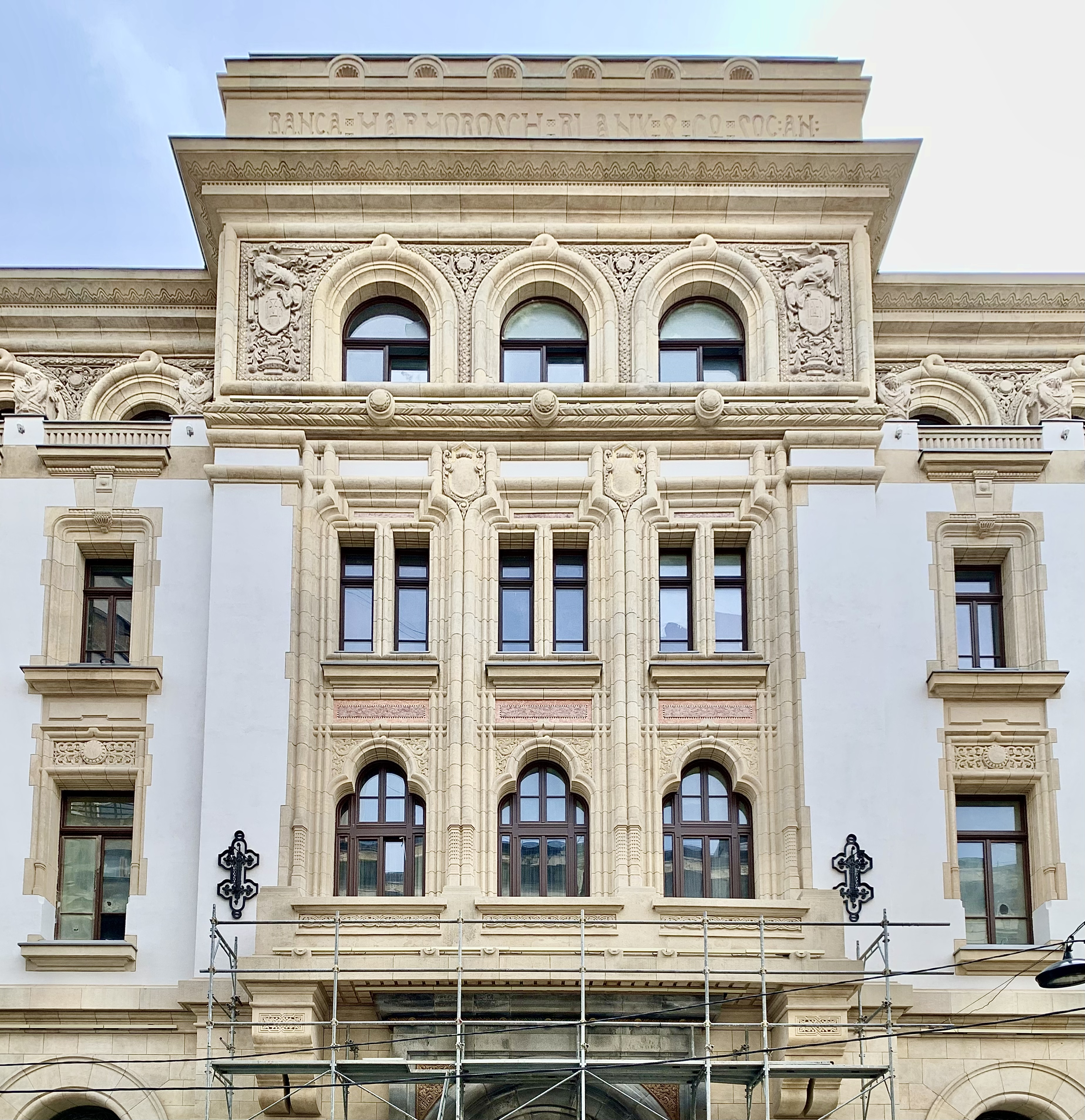
Palatul Băncii Marmorosch Blank pe Strada Doamnei de Petre Antonescu (1923)
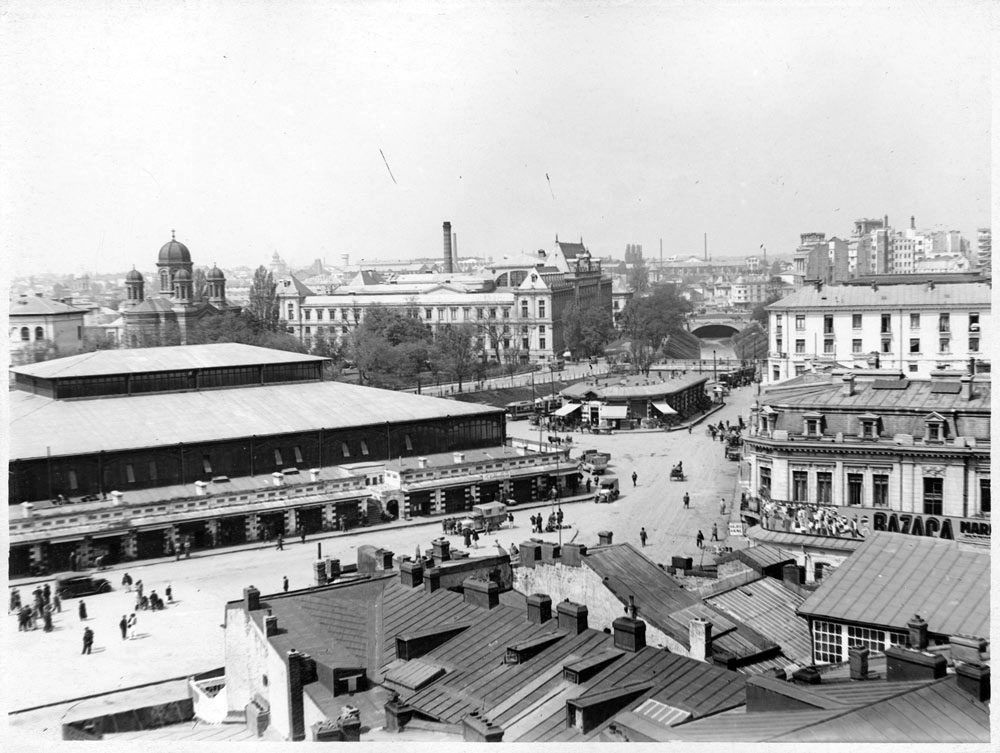
Piața Unirii în 1926, cu Hala Unirii (distrusă în 1986 de sistematizare), Biserica Domnița Bălașa și Palatul de Justiție (ambele fiind încă acolo)
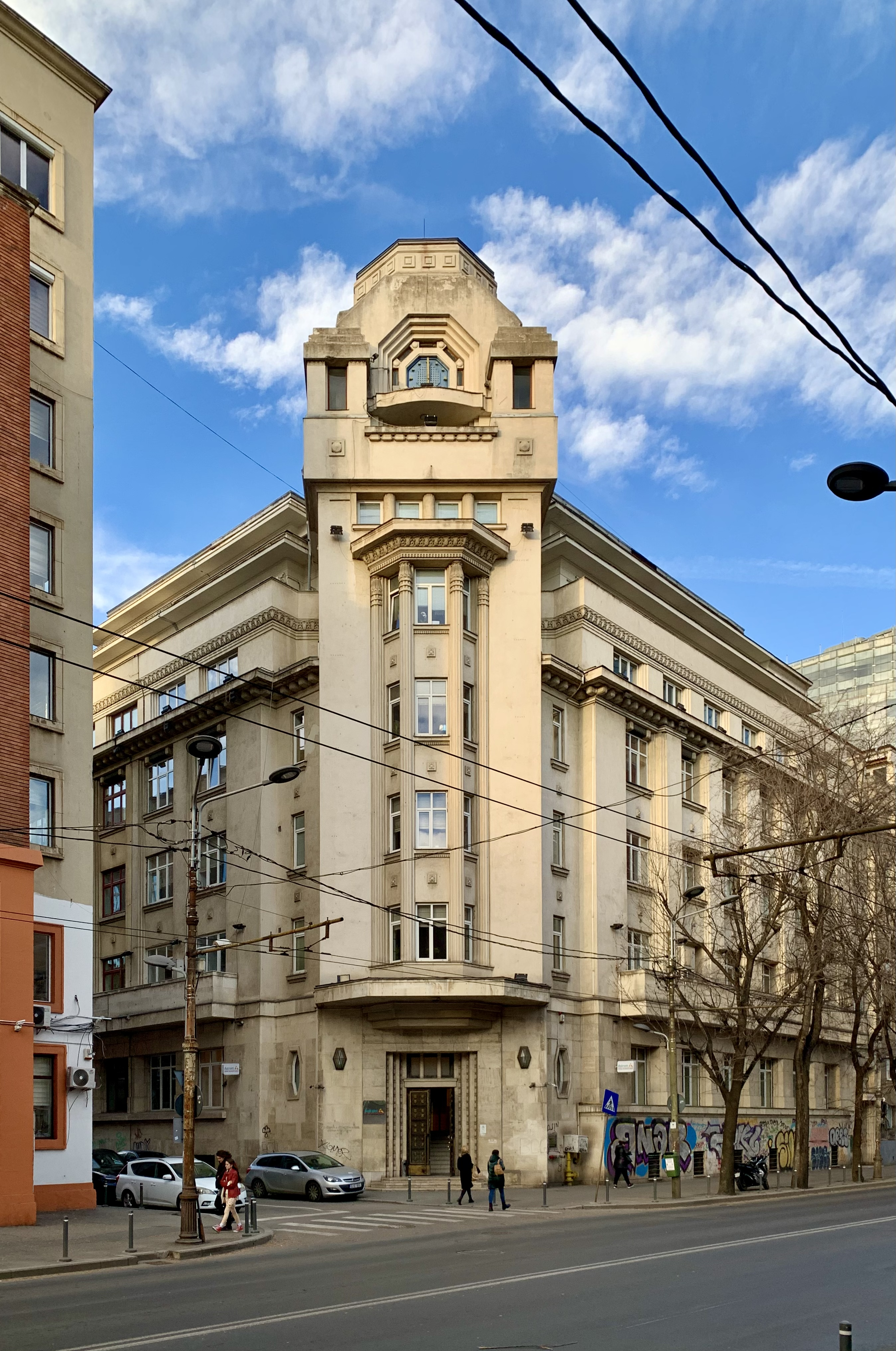
Clădirea ASIROM pe Bulevardul Carol I (anii 1930)
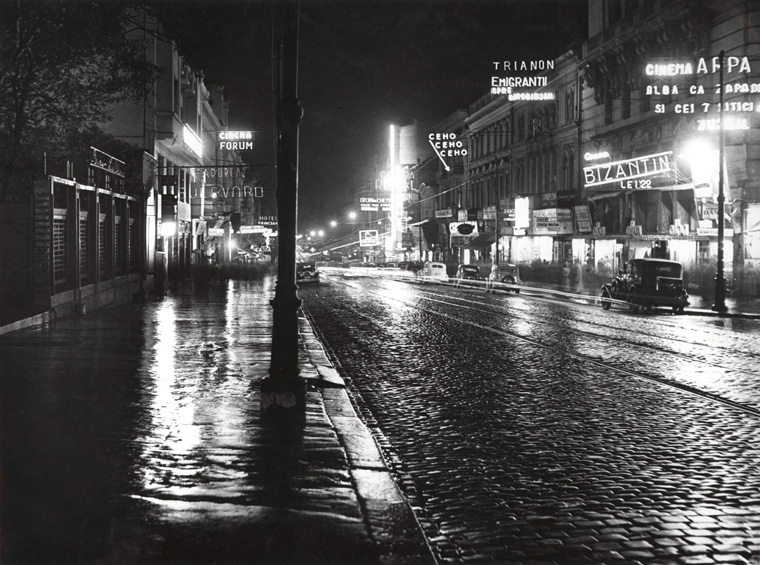
Bulevardul Regina Elisabeta în 1932
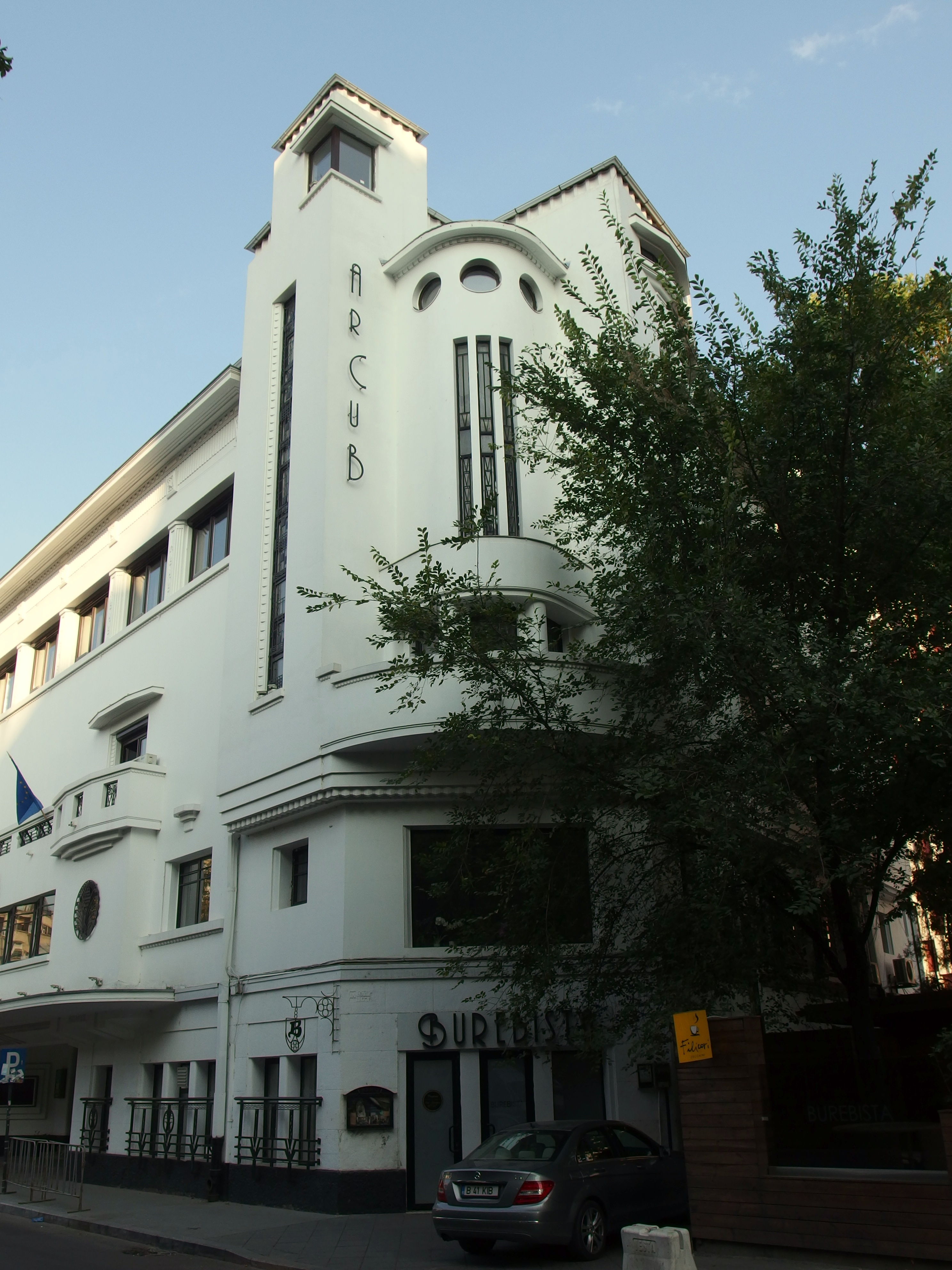
Palatul Societății Funcționarilor Publici pe Strada Batiștei de Radu Culcer și Ion C. Roșu (1934)
Palatul Regal din București din Piața Revoluției pe Calea Victoriei de Paul Gottereau și Nicolae Nenciulescu (1937)
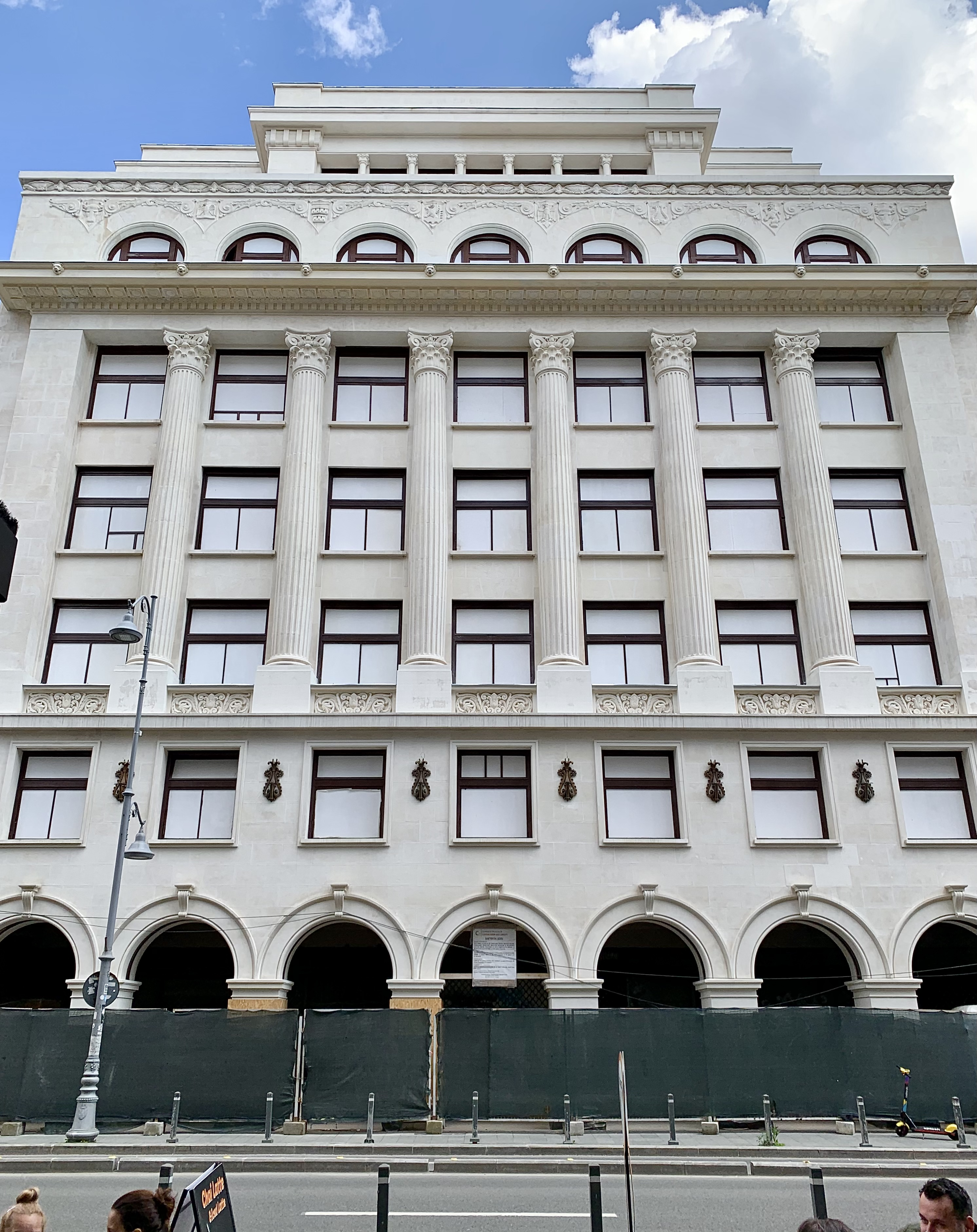
Banca de Comerț Exterior pe Calea Victoriei de Radu Dudescu (1937-1938)
Palatul Victoria din Piața Victoriei de Duiliu Marcu (1940)

În perioada interbelică, Bucureștiul cunoaște ultima sa epocă de înflorire administrativă și culturală, caracterizată printr-o coerență a organizării și o înaltă calitate a soluțiilor edilitare, care nu au mai fost întrunite până în prezent. Sistematizarea orașului continuă după planurile din ultimii ani de domnie a regelui Carol I. Transportul public se modernizează, în anii 1930 apărând tramvaiele electrice și primele autobuze. Se construiește intens, în special în centrul orașului. Stilurile abordate de arhitecți sunt variate – în ciuda pregătirii multora dintre ei în școlile de specialitate franceze, ei se opun viziunii conservatoare promovate în cadrul acestora, în schimb propunând prin proiectele lor o lectură originală a armoniei arhitecturale clasice, ce este tratată în cheie modernistă de tip occidental (Bauhaus) sau în cheia istoristă specifică a arhitecturii neobrâncovești, în direcția deschisă de Ion Mincu. Orașul se extinde către periferii, ajungând la o suprafață întrucâtva comparabilă cu cea actuală; rămâne nerezolvată problema mahalalelor lipsite de utilități de bază și fiind constituite din clădiri precare, de o înfățișare rurală adeseori sărăcăcioasă.
Viața cultural-socială a Bucureștiului ajunge la un nivel fără precedent, confirmând porecla de „mic Paris” (sau „Paris al Balcanilor”, deși improprie din punct de vedere geografic). Accesul la cultură al bucureștenilor, deși centralizat într-un perimetru restrâns din suprafața orașului, însumează spectacole de teatru și muzicale, proiecții cinematografice, o ofertă bogată a editurilor și a bibliotecilor, toate acestea într-o atmosferă amintind pe cât posibil de modelele din apusul european. De asemenea, se construiește noțiunea de lux, într-o măsură comparabil cu cel occidental. Educația înregistrează progrese, iar atmosfera publică este una bine manierată, cultivată; pe de altă parte, problema analfabetismului nu este încă rezolvată.
La începutul anilor 1940, Bucureștiul trece prin două momente dificile: cutremurul din 1940 și bombardamentele aliaților (Regatul Unit, Statele Unite ale Americii) din 1944. Din cauza numeroaselor pierderi umane suferite la cutremur (de exemplu, la blocul Carlton, aflat pe actualul bulevard Nicolae Bălcescu), pe viitor se va pune problema echipării antiseismice a clădirilor înalte. Clădirile distruse în 1944 (vechiul Teatru Național de pe Calea Victoriei, corpul Universității de pe bulevardul Regina Elisabeta ș.a.) vor determina prima modelare a orașului după 1944.

## Perioada comunistă

Sala Palatului de Horia Maicu, Tiberiu Ricci, Ignace Șerban și Romeo Ștefan Belea (1959-1960)
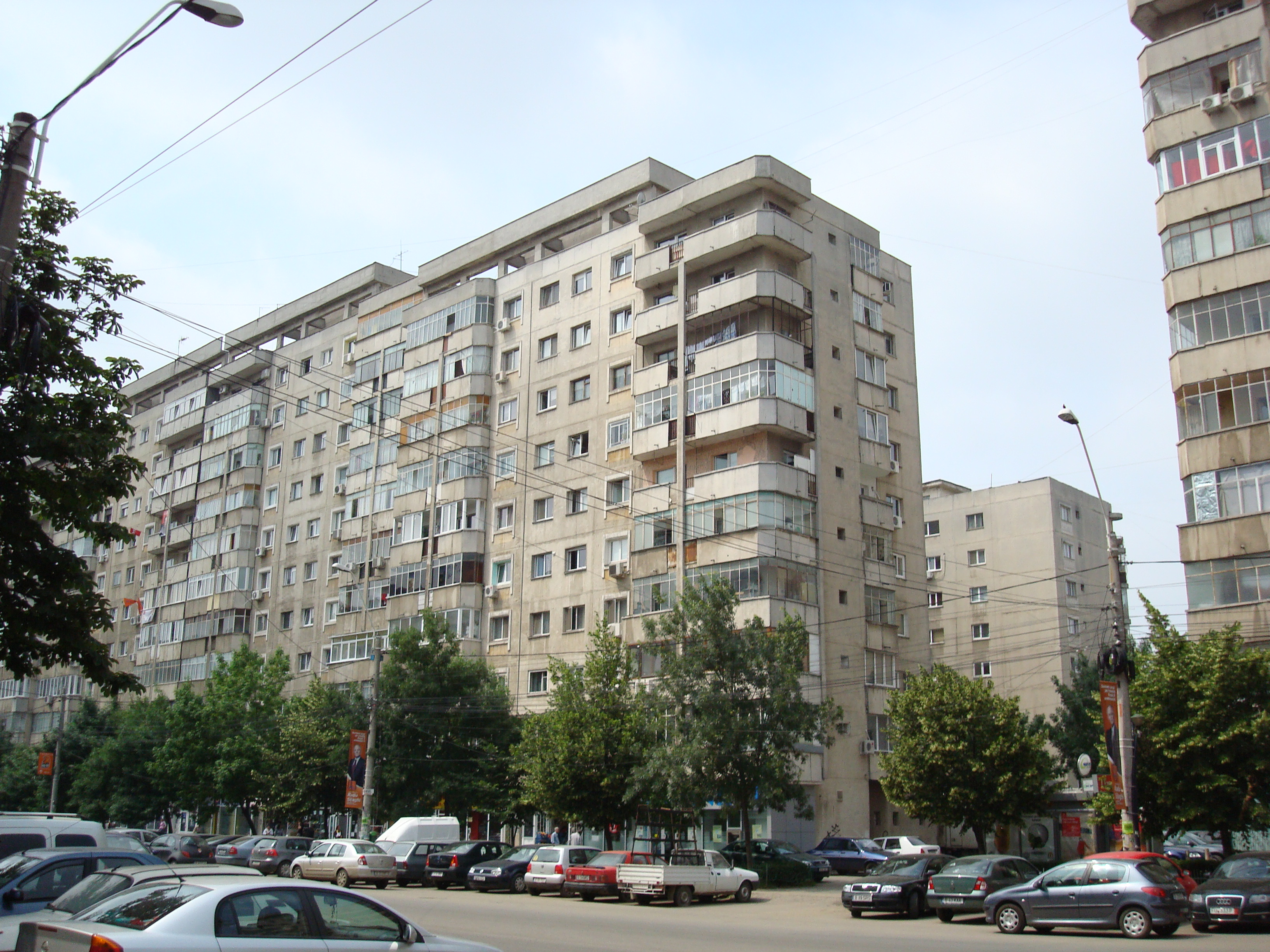
Blocuri socialiste de apartamente pe Bulevardul Constantin Brancoveanu
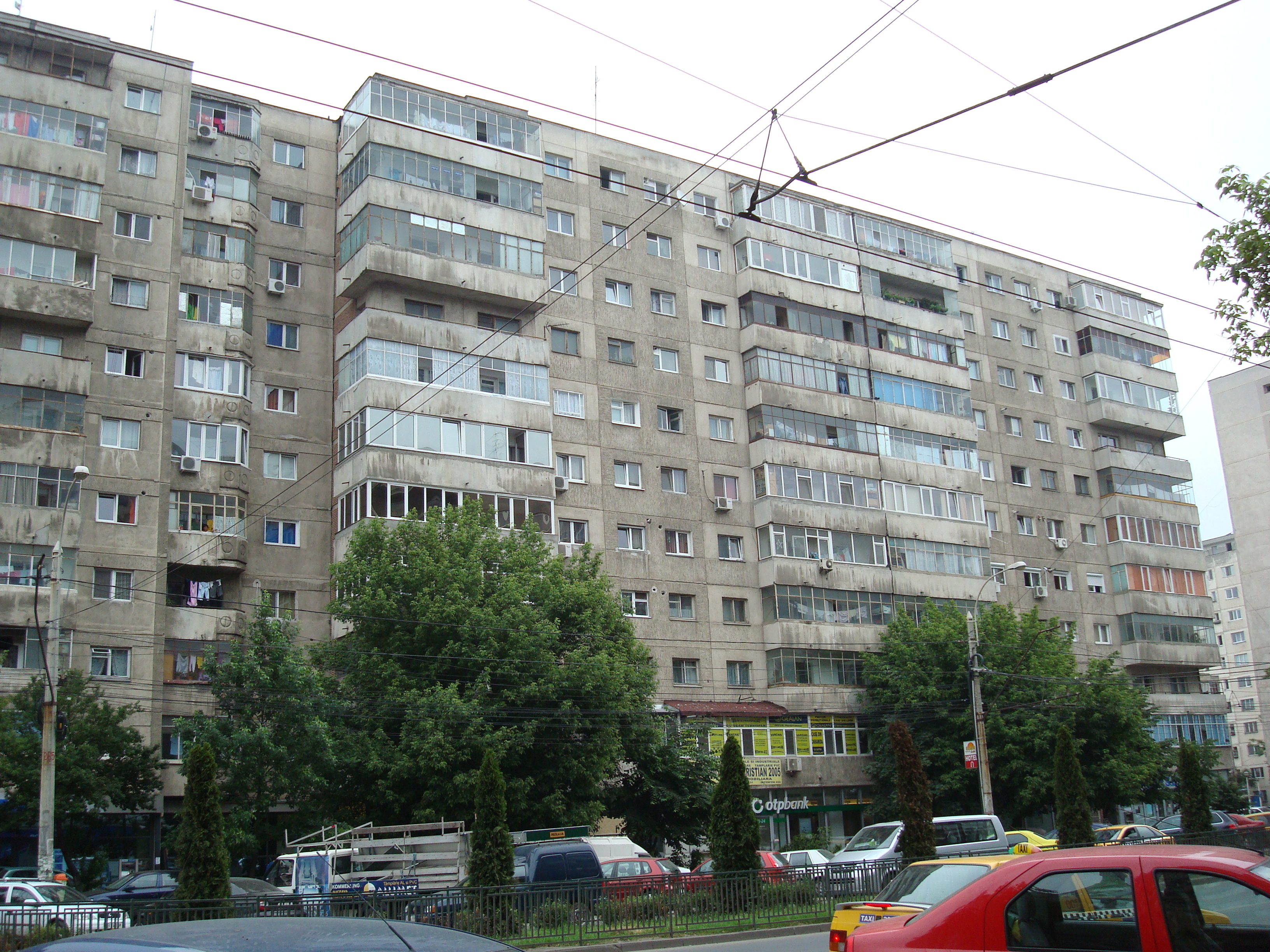
Blocuri socialiste de apartamente pe Bulevardul Iuliu Maniu
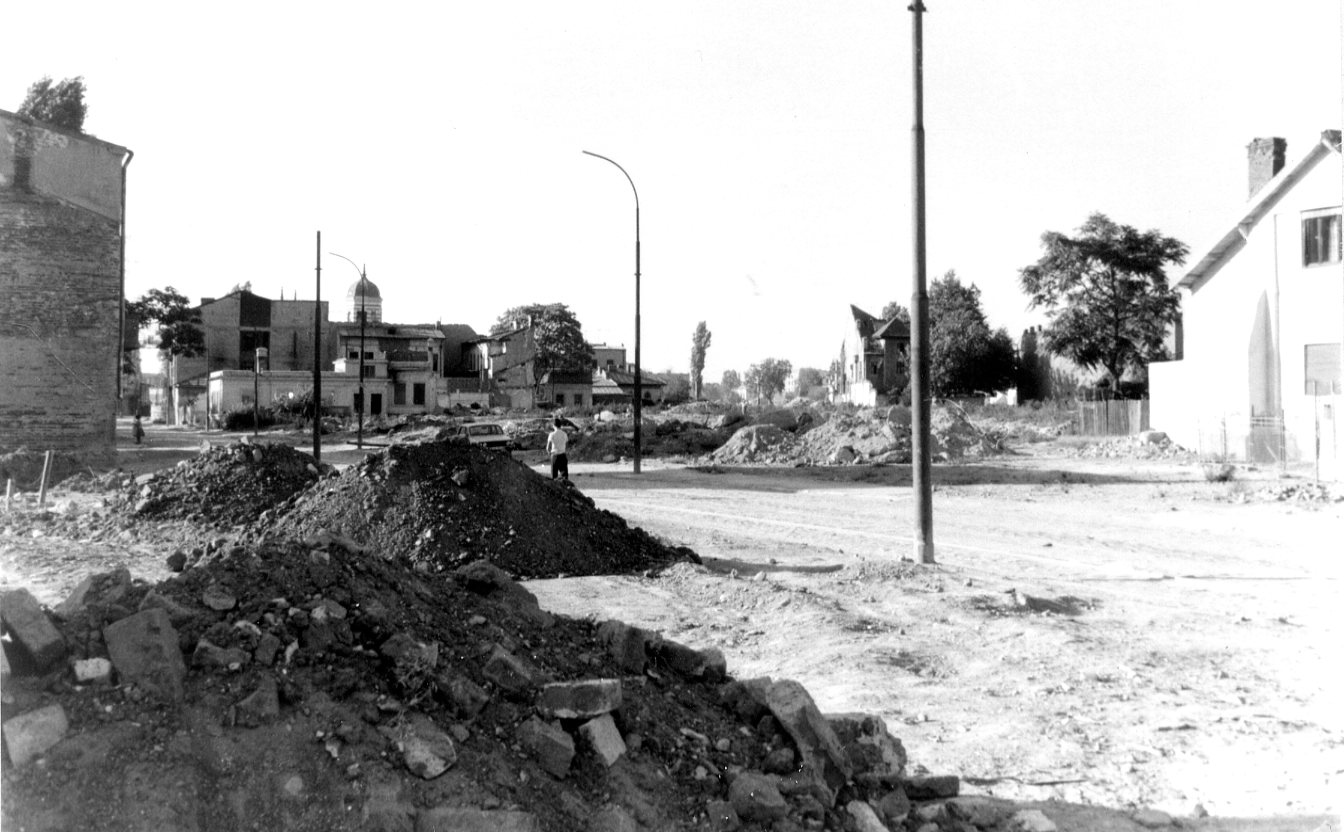
Distrugerea unor case construite în Belle Époque sau în perioada interbelică, în 1987, în timpul sistematizării, ca să fie înlocuite cu blocuri funcționaliste
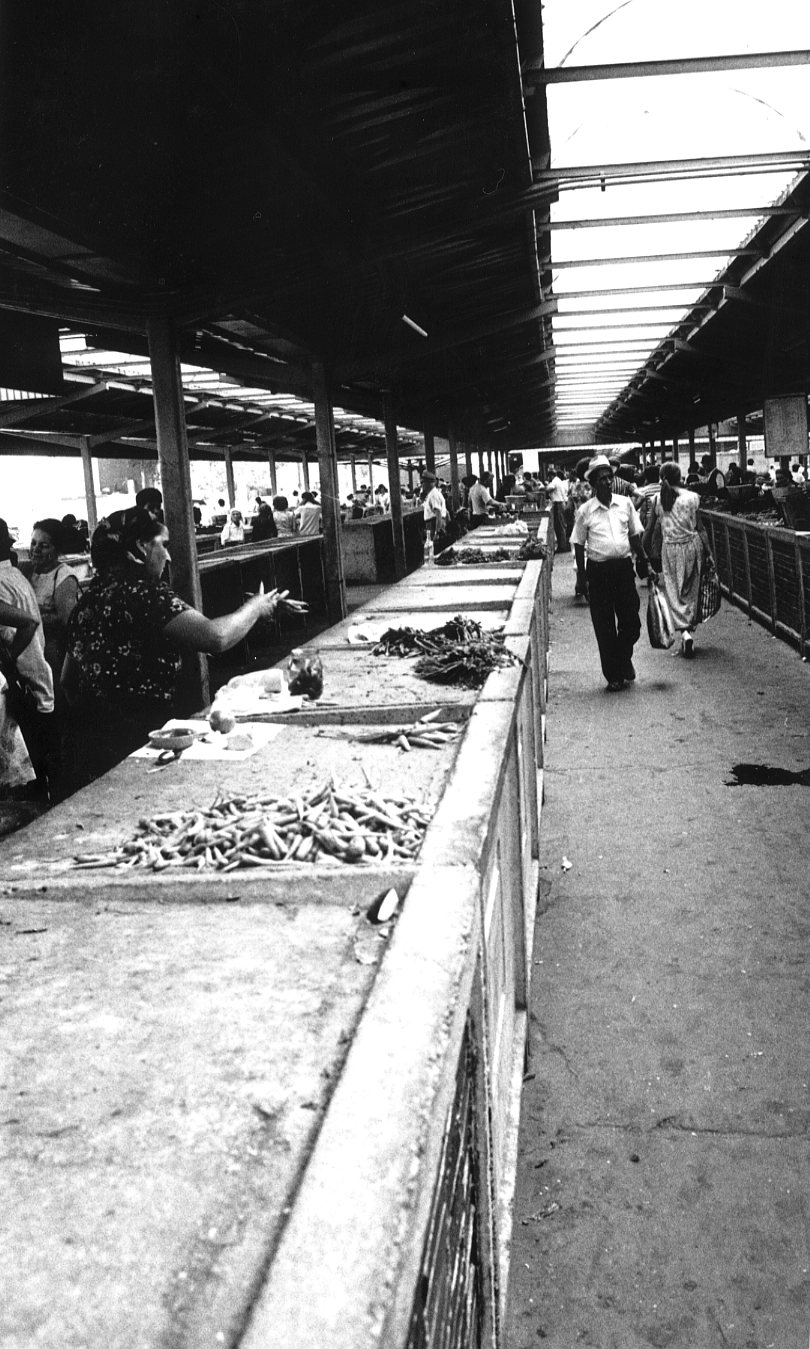
Piața Obor în 1987, când mare parte a mâncării era exportată și ce mai rămânea era dat populației
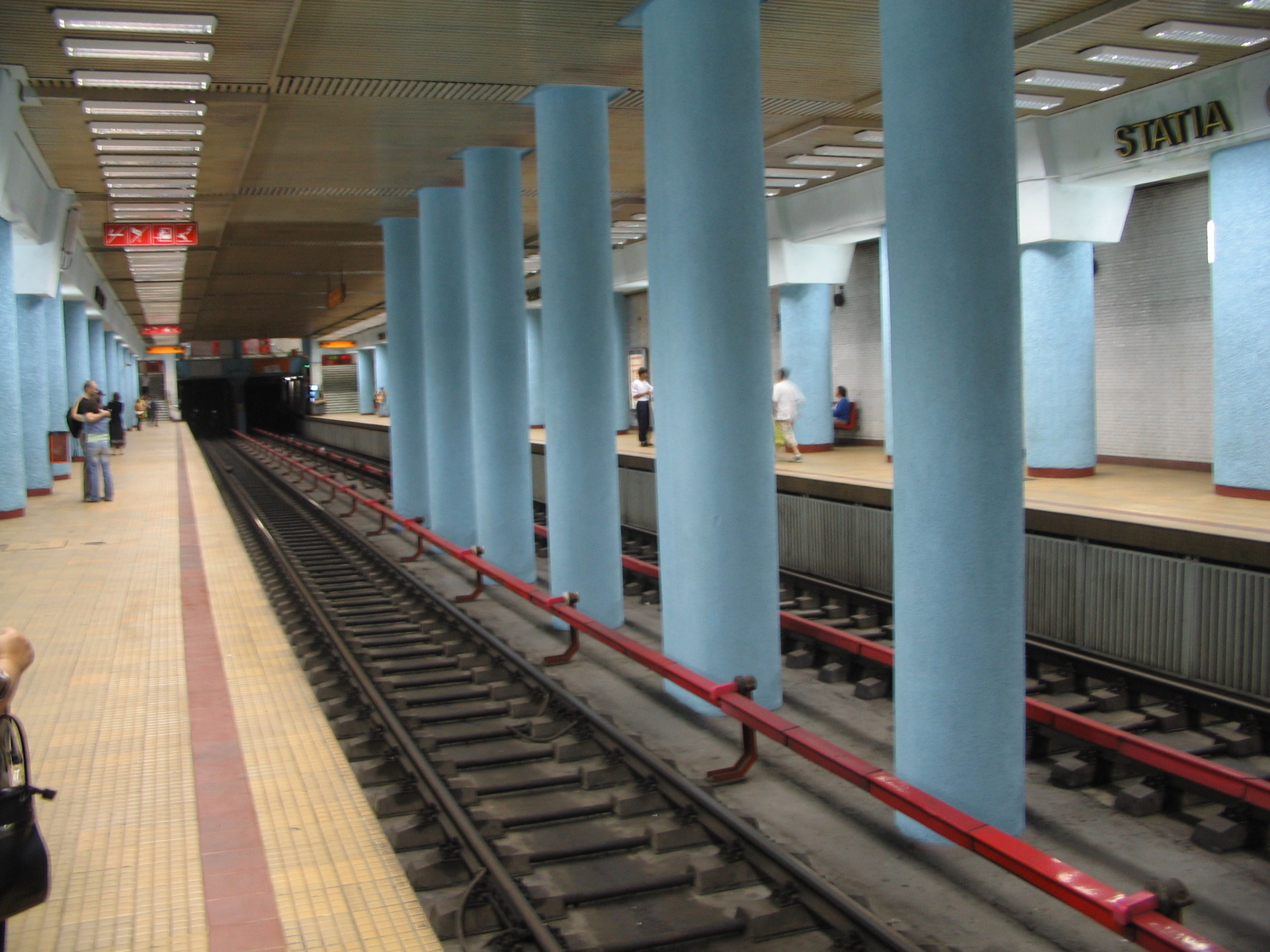
Stația de Metrou Obor (anii 1980)

În intervalul dintre sfârșitul celui de Al Doilea Război Mondial și Revoluția Română din 1989, conducerea politică a României a aparținut unui regim comunist impus de Uniunea Sovietică după 23 august 1944. Desființarea instituției monarhice (1947) și aplicarea unei ideologii opuse ca orientare politică sub controlul unei cenzuri politice opresive au generat o criză asupra României ale cărei efecte nu au fost depășite până în prezent. Situația orașului București, prosperă și întrucâtva stabilă în anii 1950–1960 în ciuda reeducării forțate a populației în spirit stalinist, intră pe o pantă descendentă – ce antrenează toate aspectele vieții urbane – începând cu anii 1970 și culminând cu ultimii ani ai deceniului următor.

### Perioada 1944–1965
În prima parte a regimului comunist prioritară a fost impunerea ideologiei dictate de șeful de stat al Uniunii Sovietice, Iosif V. Stalin, atât asupra populației prin educație și propagandă, cât și asupra instituțiilor statului, complet remodelate la sfârșitul anilor 1940. Consecințele imediate asupra Bucureștiului s-au reflectat prin decimarea intelectualimii anticomuniste influente politic sau cultural în timpul perioadei interbelice și prin reorganizarea proprietăților și societăților aparținând de capitală – primele fiind naționalizate, cele din urmă închise ori complet reformate. Teroarea provocată de măsurile dure luate împotriva opozanților noului regim și entuziasmul ostentativ al procomuniștilor au creat în București și în alte orașe o atmosferă contradictorie.
Propaganda comunistă a făcut eforturi consistente pentru defăimarea monarhiei, în pofida enormei simpatii a populației față de aceasta. Una din strategiile folosite pentru acuzarea conducerii anterioare și autopromovare consta în falsificarea istoriei în sensul îngroșării neajunsurilor vieții urbane, în special din capitală (dezechilibrul socio-cultural și urbanistic dintre centrul orașului și periferie, „înapoierea” dată de o economie agrară cu o industrie nepronunțată, analfabetismul ș.a.), urmată de oferirea exemplului propriu prin rezolvarea acestor probleme, pretinse a fi foarte grave. În fapt, soluțiile aduse – la prima vedere spectaculoase și salutare – și-au dovedit începând din anii 1970 gravele efecte secundare, nedepășite până astăzi. Astfel, populația urbană a fost sporită în mod artificial prin orășenizarea țăranilor din localitățile limitrofe; noua populație a primit locuri de muncă în unități industriale recent date în folosință; rapida epuizare a locuințelor disponibile a ridicat problema construirii unor noi cartiere. De altfel, întregul lanț avea ca sursă de inspirație soluțiile socio-economice practicate în Uniunea Sovietică.
Din punctul de vedere al demersurilor amintite, date fiind și strădaniile conducerii comuniste de a evita centralizarea, până în anii 1970 Bucureștiul nu se bucură de un regim special, fiind dezvoltat în paralel cu celelalte mari orașe ale țării. Descentralizarea are loc și în interiorul orașului: sectoarele sunt înlocuite de raioane (cum sunt denumite și vechile județe), iar cartierele sunt structurate după modelul cvartalului și al microraionului de sorginte sovietică, fiind descrise de literatura propagandistică drept „micro-orașe”.  Concret, toate cartierele erau prevăzute cu numeroase blocuri de locuințe, spații verzi, piațete, clădiri ținând de serviciile publice, de educație (școli elementare, medii și tehnice) și de cultură (teatre, cinematografe ș.a.), mari magazine; în cazul cartierelor de la periferie, numite „muncitorești”, acestora li se adăugau fabricile, în majoritate specializate pe articole de industrie grea. Totuși Bucureștiul se remarcă ca abordare urbanistică prin interesul pentru racordarea noului la vechi: demolările sunt rare, se caută armonizarea noilor construcții cu cele antebelice (dimpotrivă, imobilele interbelice sunt intenționat flancate de construcțiile noi), se continuă planul de sistematizare din 1906.
Stilul arhitectural al acestei perioade este tributar celui realist-socialist practicat în Uniunea Sovietică mai mult în plan ideologic. Se dorește renunțare de către arhitecți la tendințele moderniste corespunzând modelelor occidentale „decadente” și „lipsite de fantezie” corespunzătoare regimului anterior, în schimb indicându-se ca surse de inspirație arhitectura vernaculară românească și, într-o măsură, estetica clasicismului (acesta din urmă se reflectă mai ales în aspectul edificiilor culturale – de pildă, teatrele de vară, Teatrul de operă și balet –, mai rar vizând clădirile de locuințe, cum este cazul câtorva ansambluri din cartierele Drumul Sării și Cotroceni). Dacă imobilele ridicate până la sfârșitul anilor 1950 dovedesc competența arhitecților și sunt armonioase în plan vizual, o plenară a Uniunii Arhitecților din 1959 dispune ca proiectele viitoare să fie mai puțin costisitoare prin reducerea cheltuielilor umane și materiale la strictul necesar. În consecință, au de suferit calitatea și aspectul noilor construcții.
În timp ce cartierele ridicate în anii 1950 (Floreasca, Giulești, Vatra Luminoasă ș.a.m.d.) sunt constituite în cea mai mare parte din clădiri cu puține caturi (trei sau patru), în 1959–1960 începe construirea primelor blocuri turn (cu cel puțin douăsprezece etaje) și tot atunci încep să se construiască clădiri de locuințe cu opt etaje (în zone precum Piața Palatului și Calea Griviței).
Printre clădirile mai importante construite în această perioadă se numără (anii indicați sunt cei ai inaugurării):
- 1946 – Teatrul muncitoresc „C.F.R.”
- 1951 – Teatrul de vară din Parcul Herăstrău
- 1952 – clădirea Clubului Dinamo
- 1953 (an bogat în realizări arhitecturale, fapt datorat organizării la București a celei de a patra ediții a Festivalului Mondial al Tineretului și Studenților) – Teatrul de operă și balet, Stadionul 23 August, Teatrul de vară din Parcul 23 August și Teatrul de vară „Nicolae Bălcescu”
- 1955 – corpurile noi ale Institutului de științe economice, noul palat al Băncii Naționale
- 1957 – Casa Scânteii
- 1961 – Circul de Stat
- 1962 – Pavilionul central de expoziții al economiei naționale

Acestora se adaugă peste treizeci de institute de studii și cercetări (în majoritate subordonate Academiei R.P.R), școli elementare, școli medii (liceale, toate inaugurate în anii 1959 și 1960 – nr. 2 „Tudor Vladimirescu”, nr. 5 „Mihail Sadoveanu” [astăzi, Colegiul Economic „Virgil Madgearu”], nr. 23 „Dimitrie Bolintineanu”, nr. 27 [astăzi, Școala cu clasele I–VIII nr. 148 „George Călinescu”], nr. 32 „Filimon Sârbu” [astăzi, Liceul Teoretic „Nicolae Iorga”], nr. 34 „C.A. Rosetti”, nr. 36 [astăzi, Liceul Teoretic Ion Barbu], nr. 38 „23 August” [astăzi, Școala cu clasele I–VIII nr. 58 „Petre Ghelmez”] și nr. 39 [astăzi, Grupul Școlar Industrial „Nicolae Teclu”]), cămine studențești ș.a.

## Revoluția română din 1989

Blocuri pe Strada Glădiței aproape de Parcul Natural Văcărești (sfârșitul anilor 2000-începutul anilor 2010)
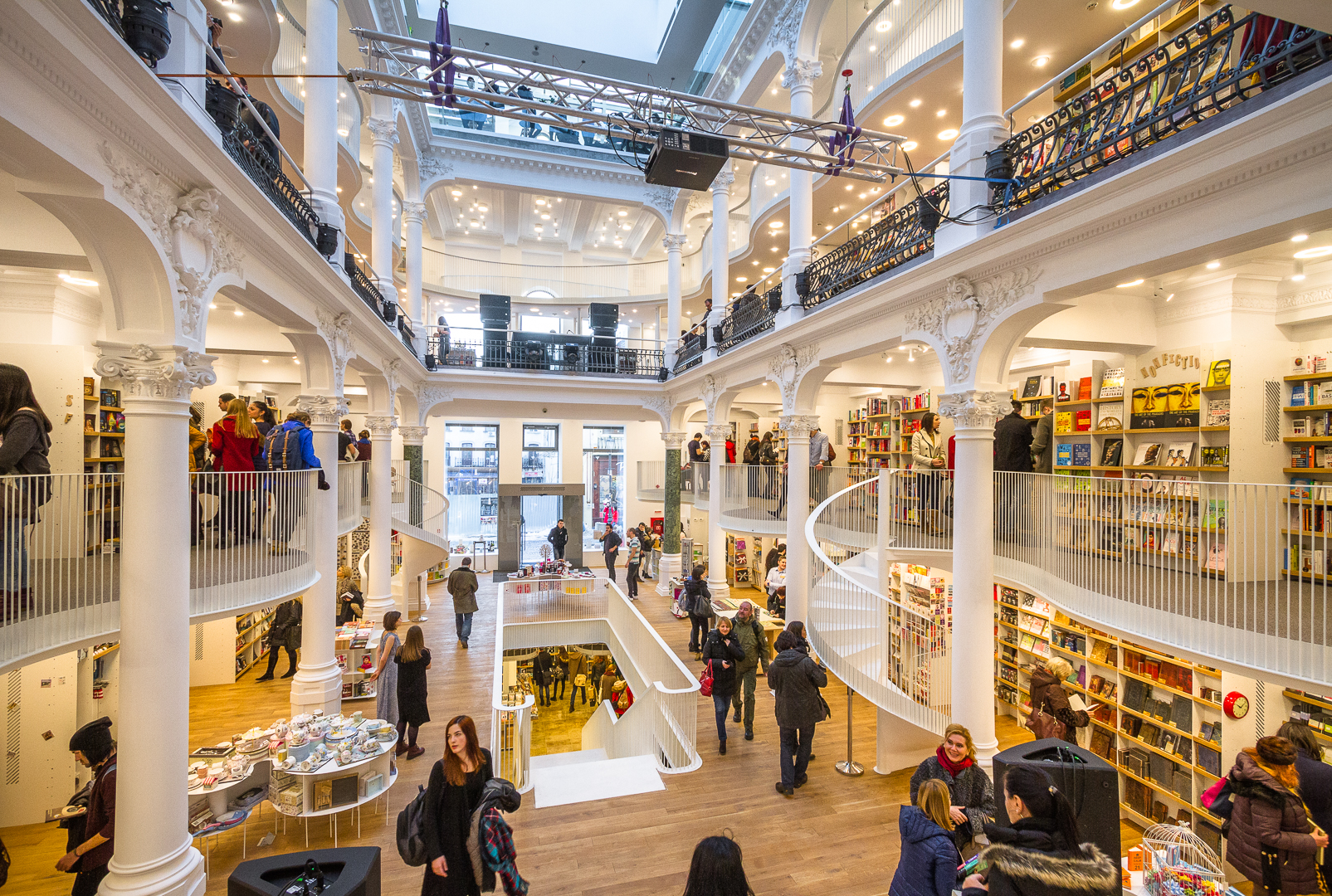
Interiorul librăriei Cărturești Carusel, o fostă bancă din secolul al XIX-lea a pe Strada Lipscani, renovată și transformată într-o librărie în 2015
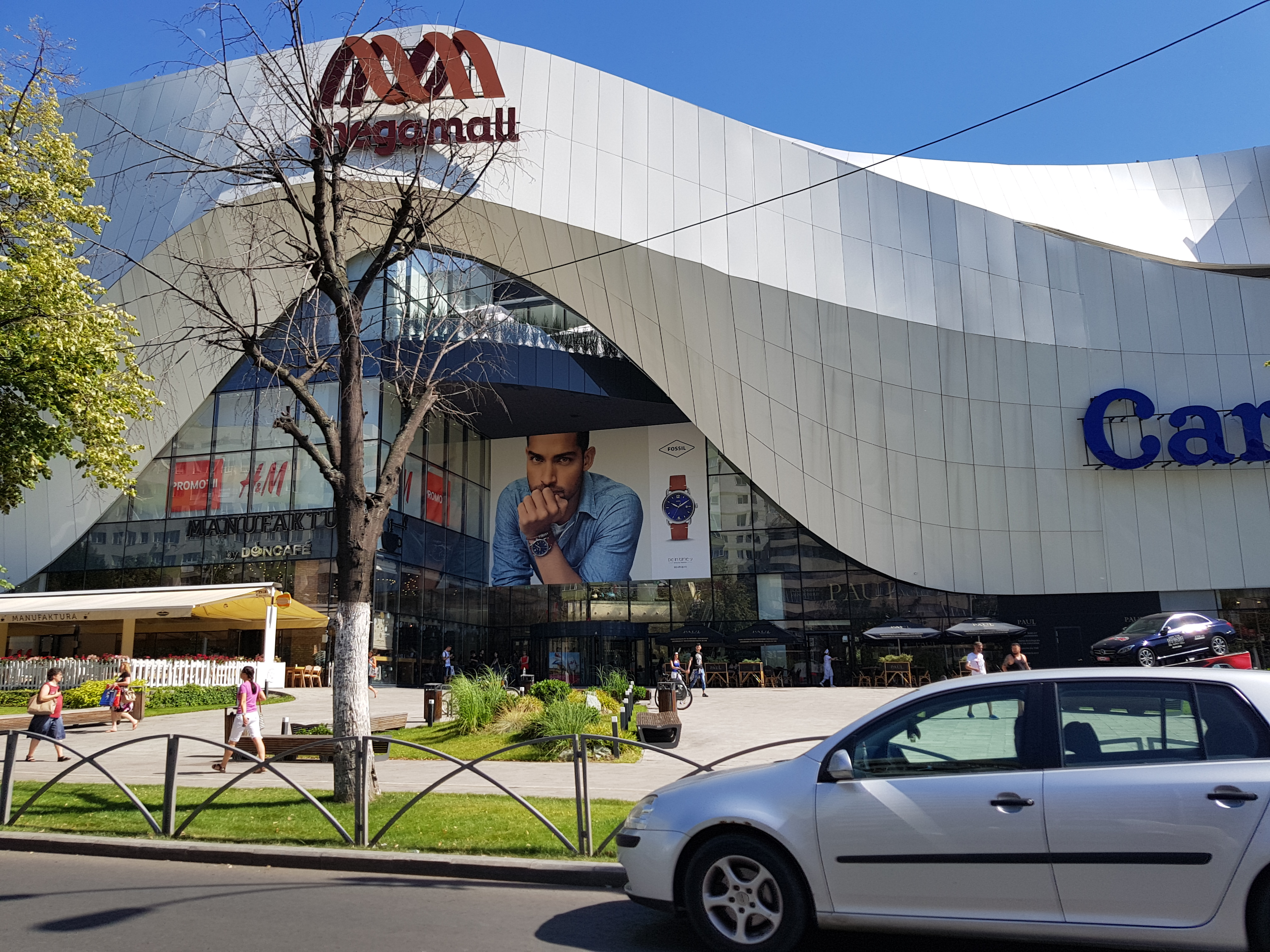
Mega Mall pe Bulevardul Pierre de Coubertin (2015)
Casa minimalistă nr. 4A de pe Strada Dimitrie Racoviță (probabil sfârșitul anilor 2010)
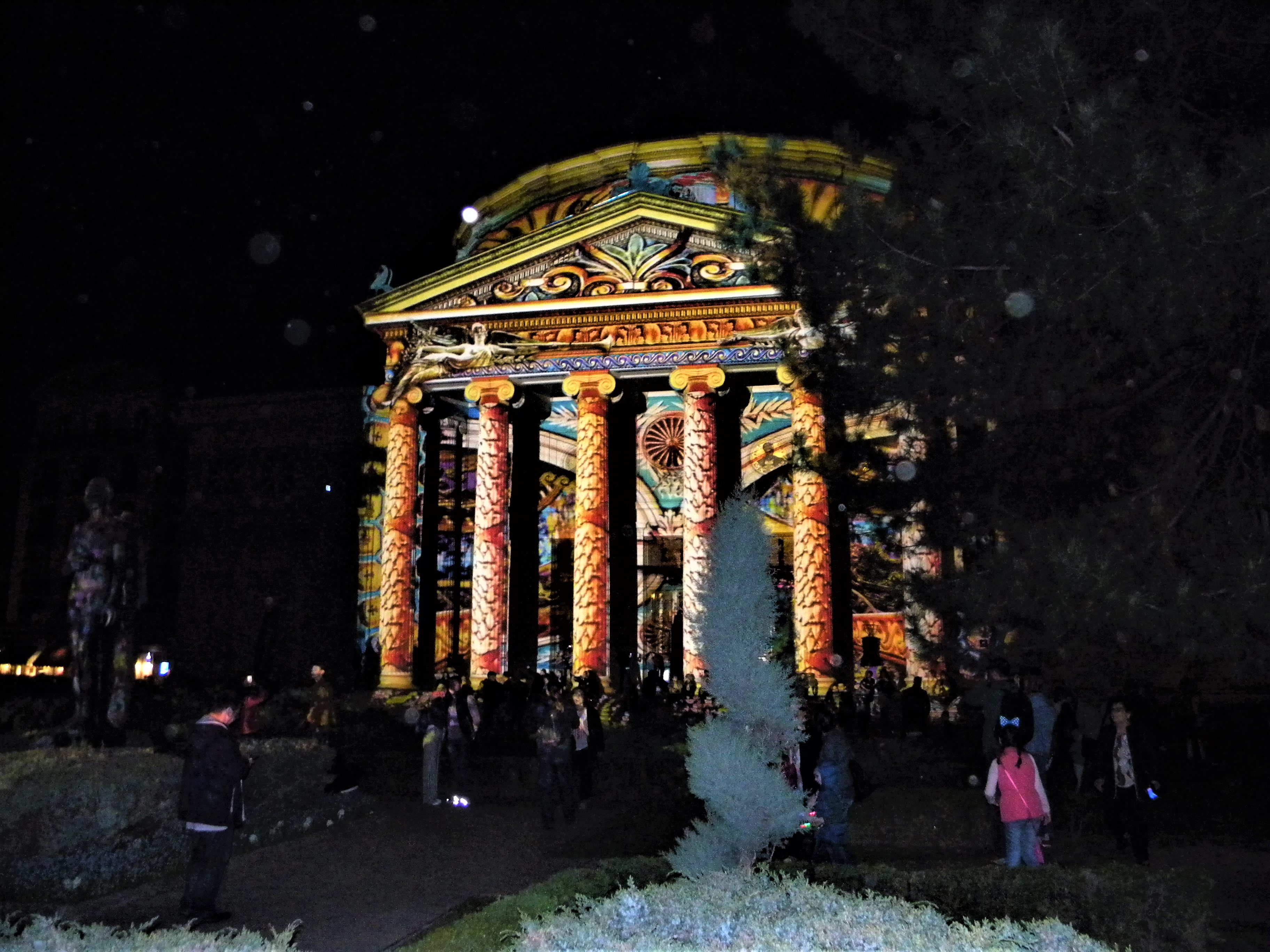
Ateneul Român iluminat pe 13 aprilie 2018, în timpul Festivalului Luminilor

În ultimele zile ale anului 1989, bucureștenii preiau inițiativa timișorenilor de a ieși în stradă pentru căderea comunismului; manifestațiile și luptele desfășurate în capitală între 21 și 24 decembrie hotărăsc victoria asupra regimului și proclamarea unei noi conduceri politice.
În afara pierderilor de vieți omenești și a numărului mare de răniți, în zilele Revoluției au fost avariate numeroase clădiri din București: în multe fațade s-au tras focuri de armă, dar, mai important, în seara de 22 decembrie Muzeul Național de Artă al României și Biblioteca Centrală Universitară din Piața Comitetului Central (astăzi, Piața Revoluției) au fost incendiate, producându-se pagube însemnate (opere de artă, documente unicat).